# Дуярли (Шамкирский район)
Дуярли (азерб. Düyərli) — село в Шамкирском районе Азербайджана.

## Этимология
Название села в разных источниках приводится как Дугарли, Дугарлы, Дюгарли, Дюгарлу, Дюгарлы, Дюгерли, Дюгярли, Дуйерли, Дуерли. В Кавказском календаре на 1854 год даётся название с оригиналом — Дугарлы (دوکرلی). Оно происходит от имени огузского племени дюгер, которому был добавлен суффикс -ли, означающее привязанность к территории.

## История

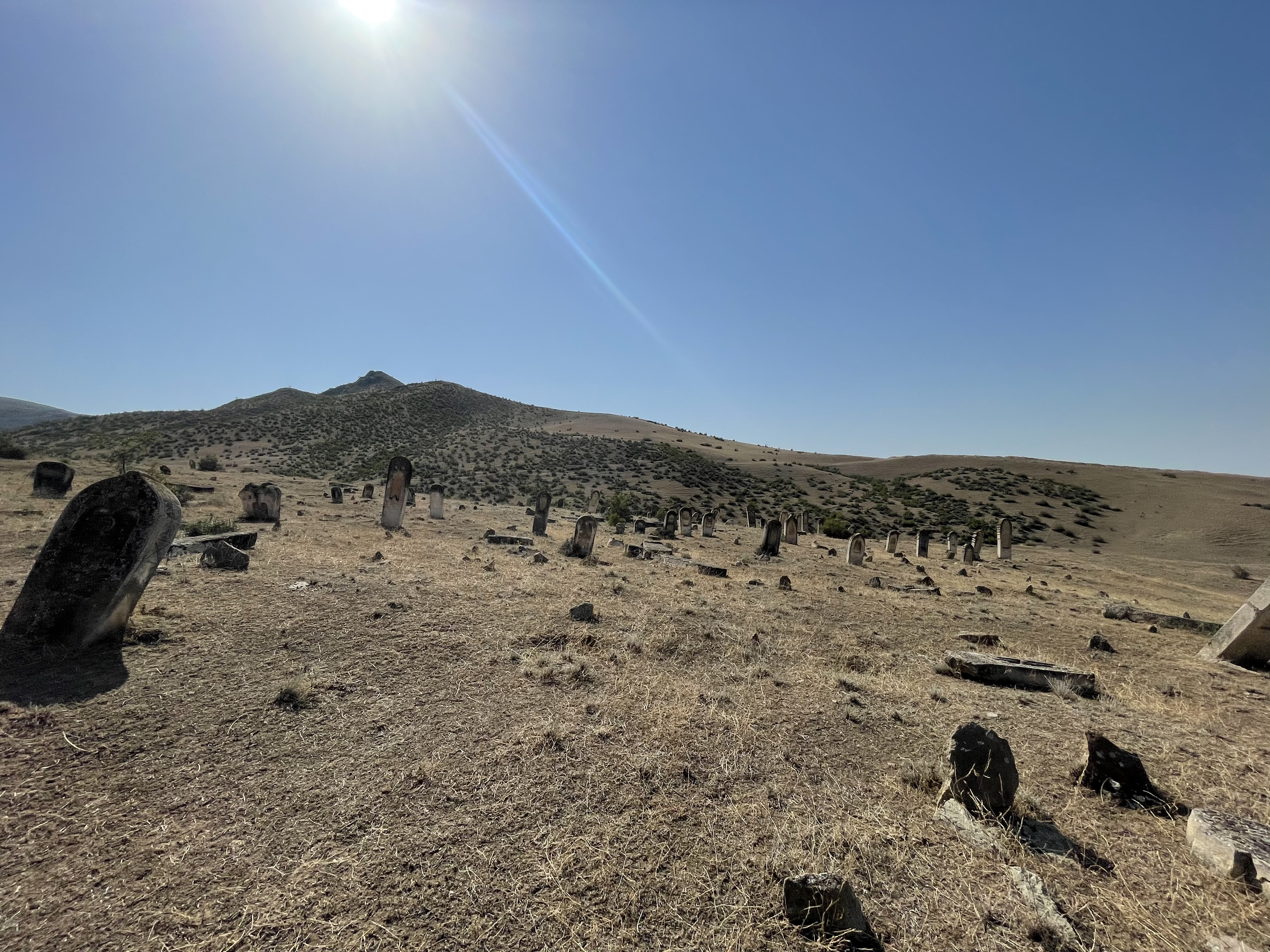
Старое кладбище в Дуярлинской долине

Бассейн реки Заямчай, у которого располагается Дуярли является древним местом обитания человека. Во время археологических раскопок на западном склоне каменного карьера были найдены различные материальные и культуры предметы, в том числе топор, другие металлические приборы и горшки, относящиеся в Бронзовому веку.

Селение было основано огузским племенем дюгер, которые участвовали в походах Сельджуков и входили в племенную конфедерацию Ак-Коюнлу. Изначально территория Дуярли была протяженностью в 15—20 километров от местечка под названием Алмалы по долине Заямчая, вплоть до впадения в Куру, которую заселяли 35 родов:  
- Анашлар
- Айрымлар
- Аготаглылар
- Багманлылар
- Байрамханлылар
- Боягчылар
- Гарасулулар
- Гяхряманлылар
- Гулулар
- Гулушлулар
- Дялляклиляр
- Дямирлиляр
- Дирджялиляр
- Дюньямалылар
- Юнислиляр
- Гёдякьобалылар
- Махмудлулар
- Мединалиляр
- Мешади Юсифлиляр
- Молла Аббаслылар
- Мустафалар
- Нябиляр
- Няджиляр (Экизляр)
- Падарлылар
- Поладлылар
- Сары Хусейнлиляр
- Сеидляр
- Туйгунлулар
- Хаджи Намазлылар
- Хаджилар (род Хаджи Гурбана)
- Хаджилар (род Хаджи Музаффара)
- Чопурлулар
- Шахмурадлылар
- Шиманлылар
- Шихалылар (Шейх Алылар)[19]

Жители села в основном занимались земледелием и скотоводством. В связи с отгонным животноводством, осенью и зимой они водили скот на равнину в гышлаг, а весной и летом в яйлаг, который располагался на северной подошве гор Малого Кавказа, в месте под названием Дуярлинская долина. На долине сохранилось одно из старых кладбищ жителей Дуярли. В горах также была посевная площадь села по имени Саманлыг, которое перестало использоваться из-за далекого расположения. Территория жителей села распространялась ещё дальше. У нынешней станции посёлка Заям находился гышлаг Кербалаи Аббасали, а территория за селом Сабиркенд известна как место Шиманлы. Водохранилище Шамкирской ГЭС до того, как была заполнена водой, здесь были леса по имени Гадир-ага, Ибрагим-ага и Мусахан. На востоке леса Ибрагим-ага находилась Дуярлинская серота (название из-за серых вершин) и озеро. Ниже места, которое именуется Тёмной возвышенностью находилась территория Гарасу. 

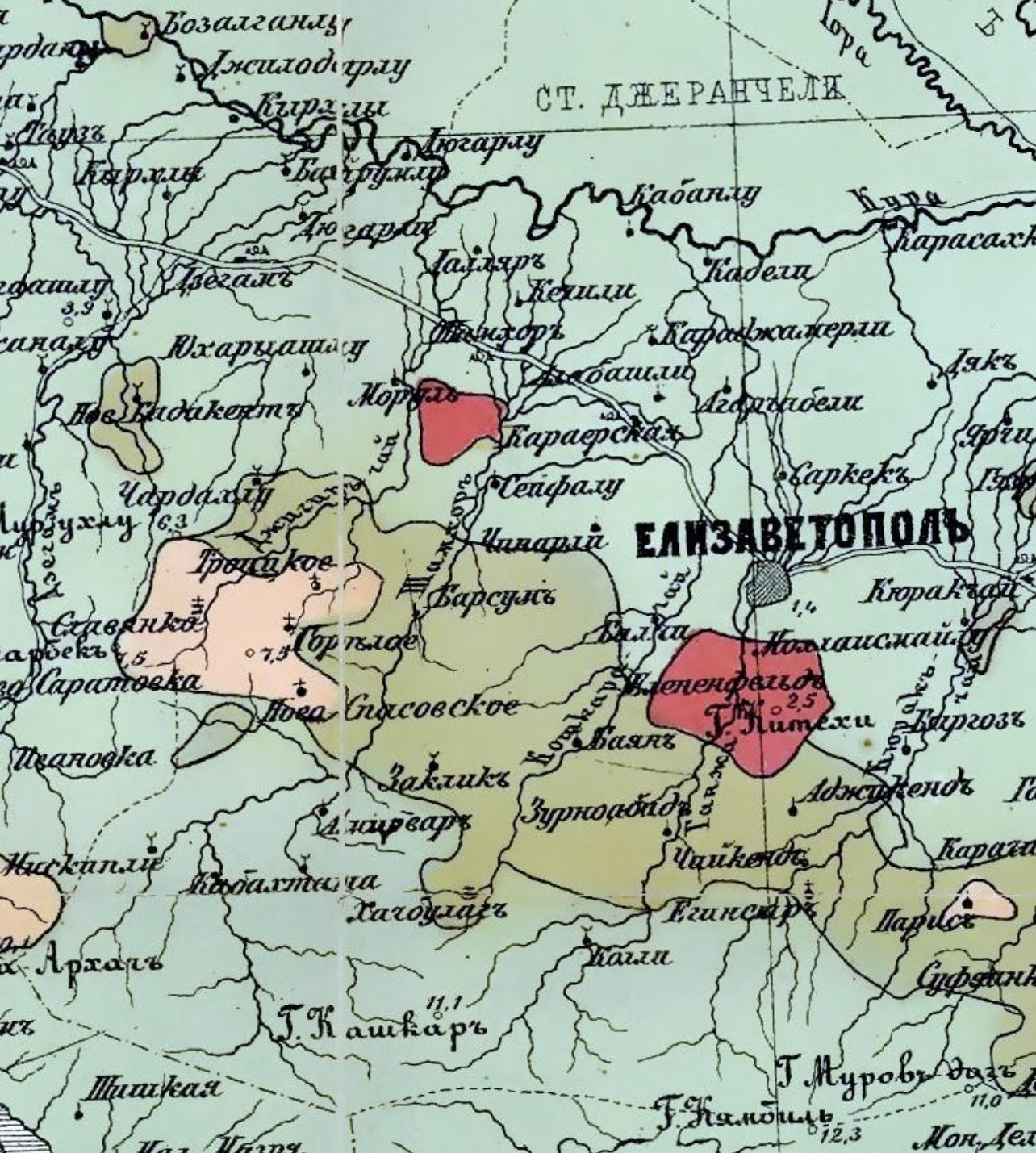
Сёла Верхний и Нижний Дуярли (Дюгарли и Дюгарлу) на этнографической карте Кавказа 1880 года

В османской кадастровой переписи 1727 года упоминаются сёла Нижний и Верхний Дуярли в области Хылхына Карабахского бейлербейства. Село приносило 54 000 агджа в год. В XIX веке село управлялось агаларами. 19 ноября 1906 года во время армяно-татарской резни дуярлинцы вместе с жителями сёл Юхары Айыплы и Томахлы напали на село Бадакенд, разгромили и угнали весь скот. В 1913 году село являлось одним из сельских правлений Елизаветпольского уезда и было в составе Юхары Айыплинского общества и 4 полицейского участка.
В 1918 году жители Дуярли под началом ахунда и члена парламента Азербайджанской Демократической Республики Хаджи Молла Ахмеда Нурузаде, Йега Мустафы и Кербалаи Исмаила собирали припасы для Кавказской исламской армии. Некоторые ушли жители добровольцами в армию и участвовали в битве за Баку. Трое из них Мухаммед Абдулла оглы, Йолчу Гахраман оглы Кязым погибли в походах. 22 апреля 1920 года был издан закон об образовании Шамкирского уезда, в состав которого должен был войти также Дуярли. После оккупации Азербайджана Хаджи Ахунд вместе с дуярлинцами вёл вооружённую борьбу против большевиков. После его смерти в 1930 году, по приказу Иосифа Сталина село, считавшееся «гнездом бандитов» должно было быть полностью уничтожено. В ночь с 20 на 21 ноября село было занято ВЧК без боя. В дальнейшем движении по Дуярли на северной окраине отрядом был обнаружен сторожевой пост отряда Хаджи Ахунда. В результате отряд, находящийся в Чугундах, численностью 25 конных, отступила в направлении Куры и села Ашагы Айплы. По занятии села чекистской группой организован митинг, на котором было предъявлено требование о выдаче оружия, сторонников «контрреволюционеров» и лиц, находящихся в отрядах. Для сдачи оружия избрана комиссия. Была представлена тройка для «кулацко-бандитских» элементов села, скрывающихся в прилегающем районе. В Дуярли был организован колхоз, которому был передан участок Хаджи Ахунда. Большая часть кулаков из села скрылась. Двадцать человек из группировки Хаджи Ахунда были увезены в Баку и убиты в газовой камере. Ещё двенадцать человек, по приказу члена НКВД Джафарова, были публично расстреляны у почты села. Среди них были Мухаммед Асланали оглы, Кербалаи Али Аллахгулу оглы, Мамед Юсиф оглы, Арых, Аслан Арых оглы, Гара Кязым, Адиль Гамбар оглы, Асад Баба оглы, Йекя Мухаммед Пири оглы (брат Хаджи Ахунда), Тяпял Ися, Мустафа Имамгулу оглы и Абдулла Хусейн оглы.

С 1930 года село было перестроено и централизовано по плану коллективизации. Территория Дуярлинской долины же была передана соседнему селу Заям-Джирдахан. Об этом содержится информация в документе министерства сельского хозяйства Азербайджанской ССР:   
Министерство сельского хозяйства Азербайджанской ССР
№12/1341-3/5 к 2 сентября 1971 года
Джалилову Джалилу Ибрагим оглы в колхозе имени Азизбекова Шамхорского района
Ваше заявление о плохой жизни колхозников и передачи территории колхоза в 300 гектаров другому колхозу из села Дуярли Шамхорского района было проверено на месте. Во время проверки было обнаружено, что территория в 300 гектаров села Дуярли во время передала территории в 1936 году была присоединена к другому колхозу. В связи с иными фактами, указанными в заявлении, результаты проверки доведены до сведения соответствующих организаций.
Заместитель министра: Й. Алескеров.
Свыше 500 жителей Дуярли с 1941 года были призваны в армию в период Великой Отечественной войне. Большая часть из них служили в 416-й Таганрогской стрелковой дивизии. Среди них 201 человек не вернулись с фронта. С началом Карабахского конфликта, десятки жителей села были призваны на войну, двенадцать из которых погибли в 1992—2020 годах.

## Физико-географическая характеристика
Дуярли находится на северо-западе Азербайджана, в Шамкирском районе, примерно в 20 км от города Шамкир. Село расположено на окраине шоссе и железной дороги Баку-Тбилиси, на правом берегу реки Заямчай (приток Куры), на Гянджа-Газахской равнине. Территория составляет 27,86 км², а жилой район 310 гектар.

## Территориальное деление

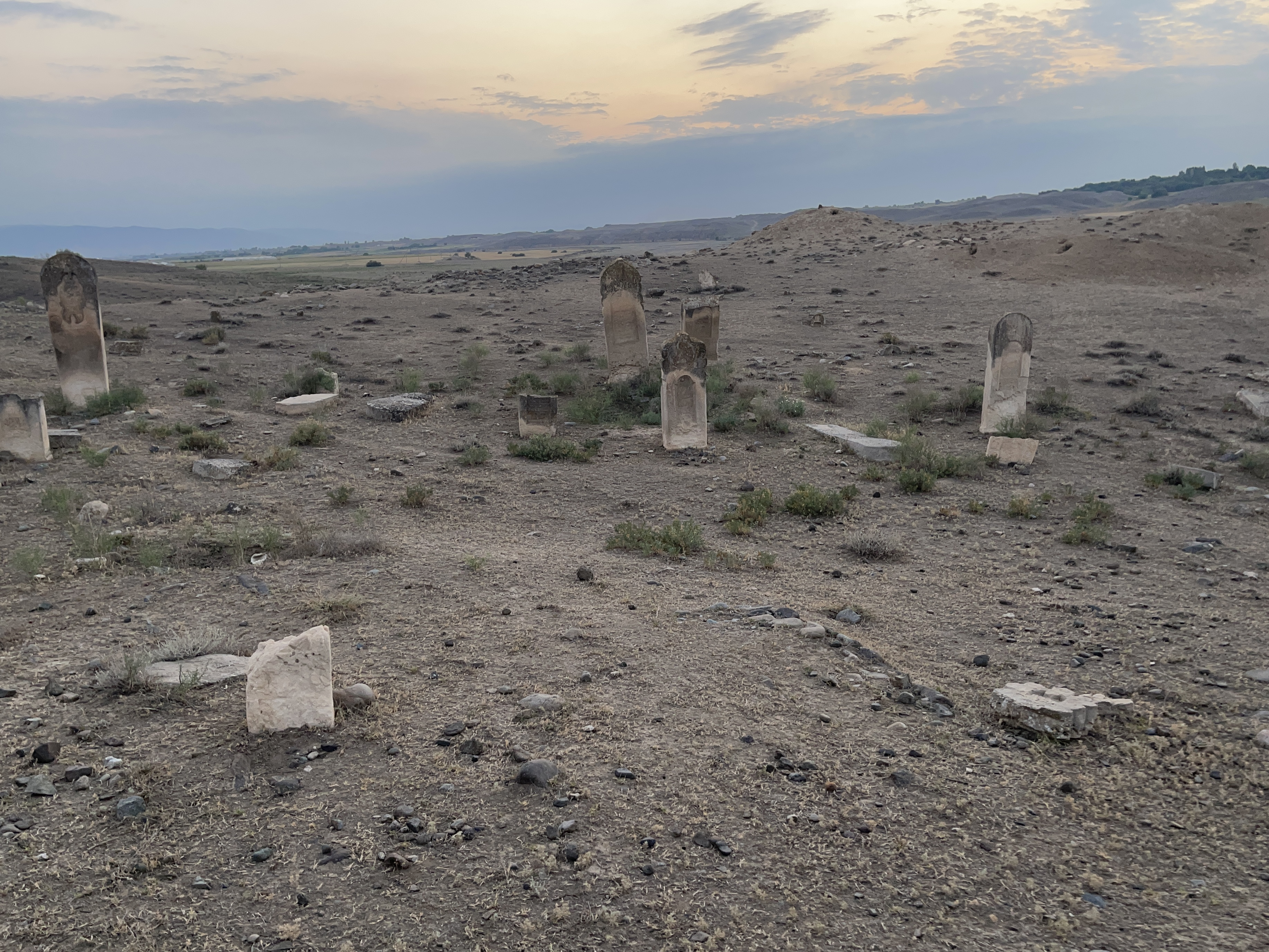
Старое кладбище на Байдаре

На юго-западе села под железной дорогой протекает река Сарым. Территория между верхней частью железной дороги и рекой Сарым известна, как «Верх железной дороги». Верхняя часть этого места именуется Алмалы. Ниже железнодорожного моста над рекой Заямчай протекает ручей Топчу, северо-западнее от него располагается место Сыныг, а по соседству с ней — Байдар. Здесь сохранились руины одноименного города XI—XII веков и, согласно рассказам, проходил Великий шёлковый путь. На Байдаре также сохранилось старое кладбище и недалеко от него — обломки Верблюжьего моста. С задней стороны мечети имеется дорога до Сыныга. Места Гёдякь оба и Джют чинар находятся восточнее этой дороги. Между Гёдякь оба и селом Байрамлы находится дубовая и осоковая роща. Территория нынешней фермы села называлась Ханской оградой. До 1968 года вновь созданное село насчитывала 11 улиц. В этом же году людям были розданы земли и число улиц выросло до 17. Также в 1989 и 1997 годах сельчанам были выделены земли для проживания. Жилая площадь Дуярли сейчас составляет три микрорайона.

## Население
Численность населения:
- 1804 год — 53[48]
- 1826 год — 311[49]
- 1860 год — 1215[50]
- 1874 год — 1354[51][52][53][54][55]
- 1886 год — 1503[56][57][58]
- 1887 год — 570[59]
- 1903 год — 2317[60]
- 1907 год — 2106[61]
- 1908 год — 1850[62][63]
- 1911 год — 2574[64]
- 1914 год — 1925[65]
- 1921 год — 2025[66]
- 1933 год — 2483[67]
- 1977 год — 4832[41]
- 1997 год — 7202[42]
- 2001 год — 7385[43]
- 2012 год — 8720[14]

## Экономика

### Местное хозяйство
В 1836 году в Дуярли вместе с соседними селениями производилась хлопчатая бумага, которая наряду с хлебом продавались в Тифлис и Гянджу. Помимо этого шло производство шёлка благодаря тутовым деревьям, которые росли без разделения на сады. В 1891 году население Дуярли занимались шелководством в ограниченных размерах. Оно являлось мелким сельским промыслом. Червоводнями служили сараи, сплетенные из хвороста. Ежегодно на то время продавалось шёлка приблизительно на 600 рублей. До создания колхоза господствующей отраслью села было хлопководство.
Население села в советское время занималось хлопководством, выращиванием пшеницы, виноградарством и животноводством. В селе был расположен хлебный завод. В 1929 году в Дуярли имелось три артеля, колхозы имен Мешади Азизбекова, Газанфара Мусабекова и Дадаша Буниатзаде. В 1930 году в Дуярли был создан общий колхоз имени Мешади Азизбекова. Пропаганда в связи с коллективизацией привлекла в основном бедную часть населения. Из-за отсутствия техники, приходилось пользоваться крупнорогатым скотом. После Второй мировой войны постепенно начала завозиться промышленная техника. Колхоз специализировался на хлопководстве, хлебопашестве, шелководство, скотоводстве и виноградарство. Основная часть дохода местного населения была от собственного хозяйства. В послевоенные годы сельчане в большом количестве выращивали картофель, который продавался в Баку и других городах. Дуярли наряду с другими сёлами Шамкирского района был одним из поставщиков арбузов в Баку. Лидирующей отраслью колхоза было шелководство, и из-за этого было создано десять бригад, у каждой из которых была своя улица. Десятая и одиннадцатая улицы были объединены воедино из-за малого числа населения. В 1968 году появилась новая одиннадцатая бригада, которая занималась также виноградарством и охватывала с 12 по 17 улицы. В 1982 году колхоз был преобразован в Дуярлинский совхоз, чтобы не путаться с виноградным совхозом Шамкирского района, который носил то же название. В апреле 1997 года совхоз в селе был ликвидирован и образован производственный кооператив, который занимался выращиванием пшеницы, виноградарством и картофелеводством.

### Социально-бытовое обслуживание

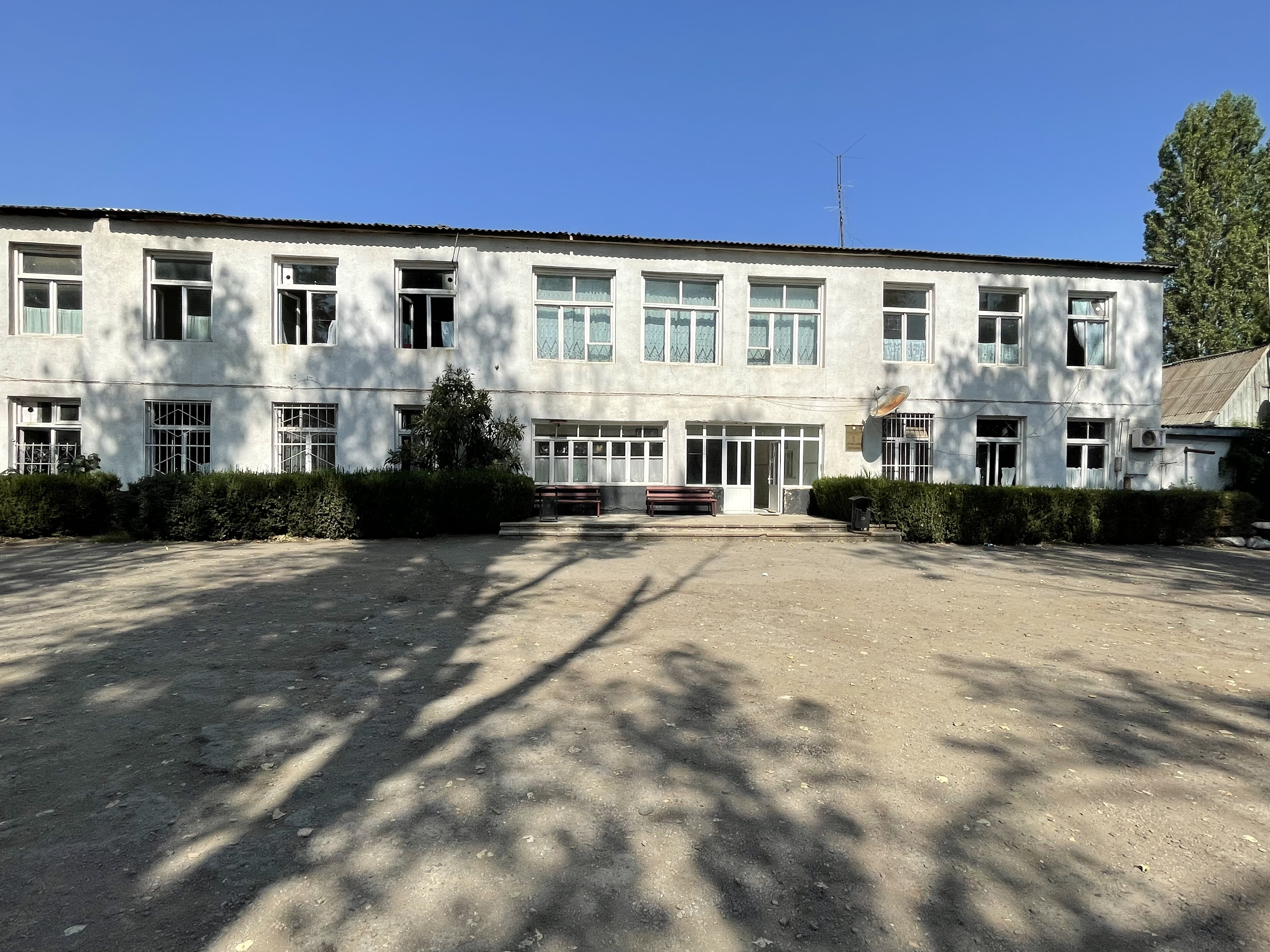
Больница села

В Дуярли расположены санитарная часть, детский сад, родильный дом, автоматная телефонная станция, электрическая мельница, отдел связи и прочие. В первые годы после войны были построены водяные электростанции сельского типа. В 1948 году такая электростанция была построена на реке Пекяр. На улицах были установлены исторические столбы, и проведено электричество в дома. После начала работы Мингечевирской ГЭС, малая электростанция села прекратила свою работу. Питьевая вода всегда была проблемой для жителей, которые таскали её из реки Сарым. В 1954 году главой колхоза был назначен Мухаммед Багиров, который поднял вопрос о проведении питьевой воды в Дуярли. В Алмалы был построен отстойник. В 1955 году на улицах были установлены краны, с которых текла питьевая вода. В начале 1962 года в селе было установлено три артезиановых колодца. В 1970 году при посредстве главы колхоза Шюкюра Кязымова также был проведен новый водопровод в Дуярли с окраины села Татарлы.

## Образование и культура

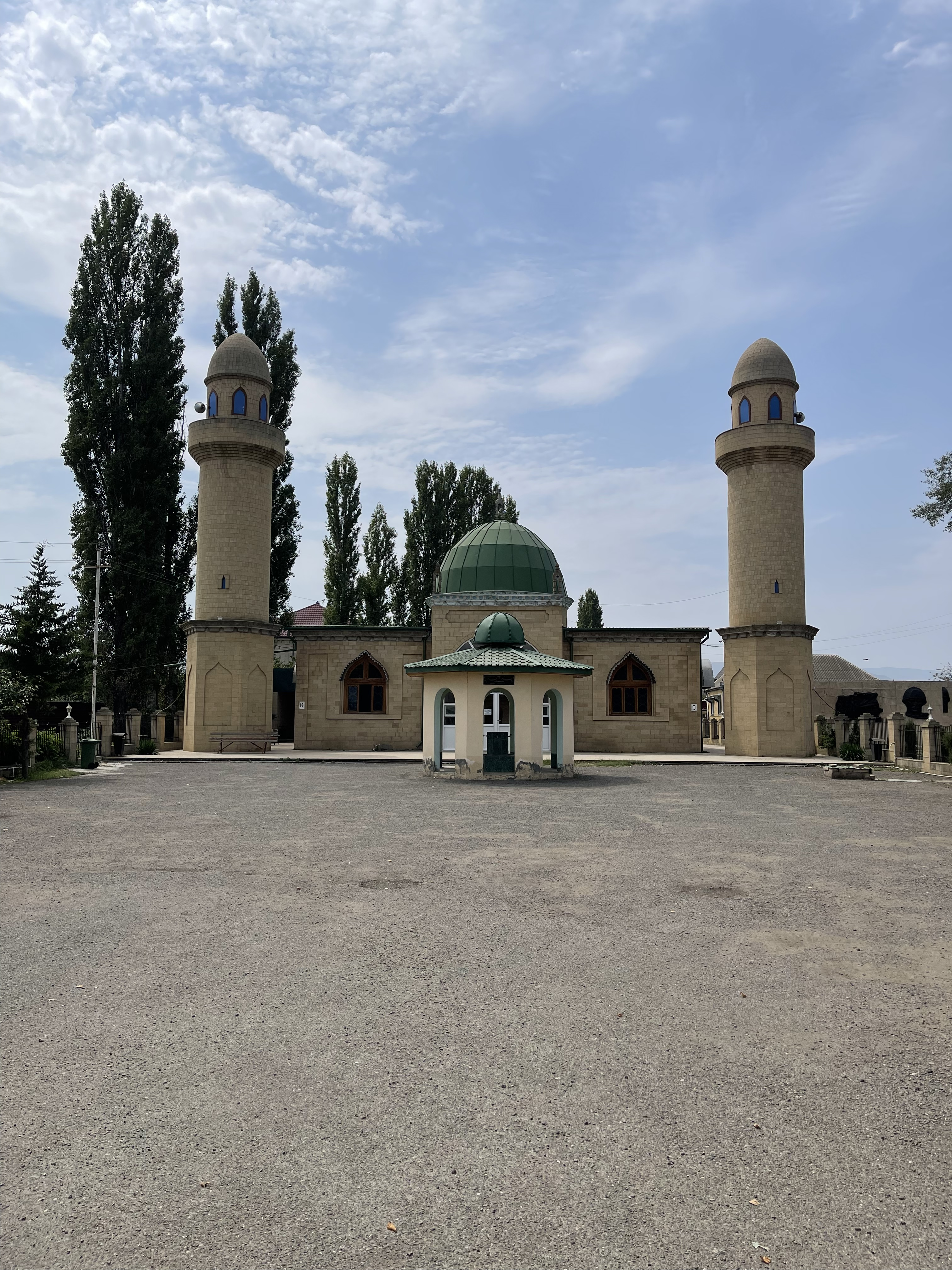
Мечеть в Дуярли

В XIX веке в Дуярли располагалось отделение почты рядом с железной дороги у реки Сарым. Там также располагались караван-сарай, мастерские, рынок, здание администрации и медресе. В 1918 году нам этом месте была построена школа из семи кабинетов, которая получила название «Большой». До 1935 года общественным центром села было место у почты, а позже центр перенесли на нынешнюю шестую улицу Алтуна Дамирли. В селе с советского времени имеются две средние школы, две библиотеки, дом культуры, клуб, а также кинотеатр. В 1928 году советская власть отобрала у жителя села Кербалаи Муса-бека его имущество и в доме бека была открыта новая школа, названная «Бекской». Из-за малого числа кабинетов, в 1945 году было построено здание новой начальной школой и Бекская школа была демонтирована. Большая же школа предназначалась для учащихся после пятого класса. В 1964—1965 годах здание Большой школы было демонтировано и рядом со зданием начальной школы построена новая школа. В 1976—1980 годах была построена ещё одна школа, которая вмещала 1176 учеников. В 1952 году был построен сельский клуб. В нем проводились собрания, различные мероприятия, представления и показывались фильмы. Позже клуб был преобразован в дом культуры. В 1962 году была открыта библиотека, где также располагалась радиостанция. В середине 1960-х годов был открыт детский сад, который находился под руководством колхоза и закрылся через несколько лет. В 1976 году был открыт новый новый детский сад. В конце 1920-х годов в рамках советской антирелигиозной компании мечеть Дуярли была разрушена. В 1995—2001 годах была построена новая мечеть на месте старой на деньги местного меценатов Джумшуда и Рашида Имановых.

## Известные уроженцы
- Хаджи Молла Ахмед Нурузаде (1881—1930) — член фракции «Ахрар» парламента Азербайджанской Демократической Республики, борец против советской оккупации Азербайджана[91].

## Галерея

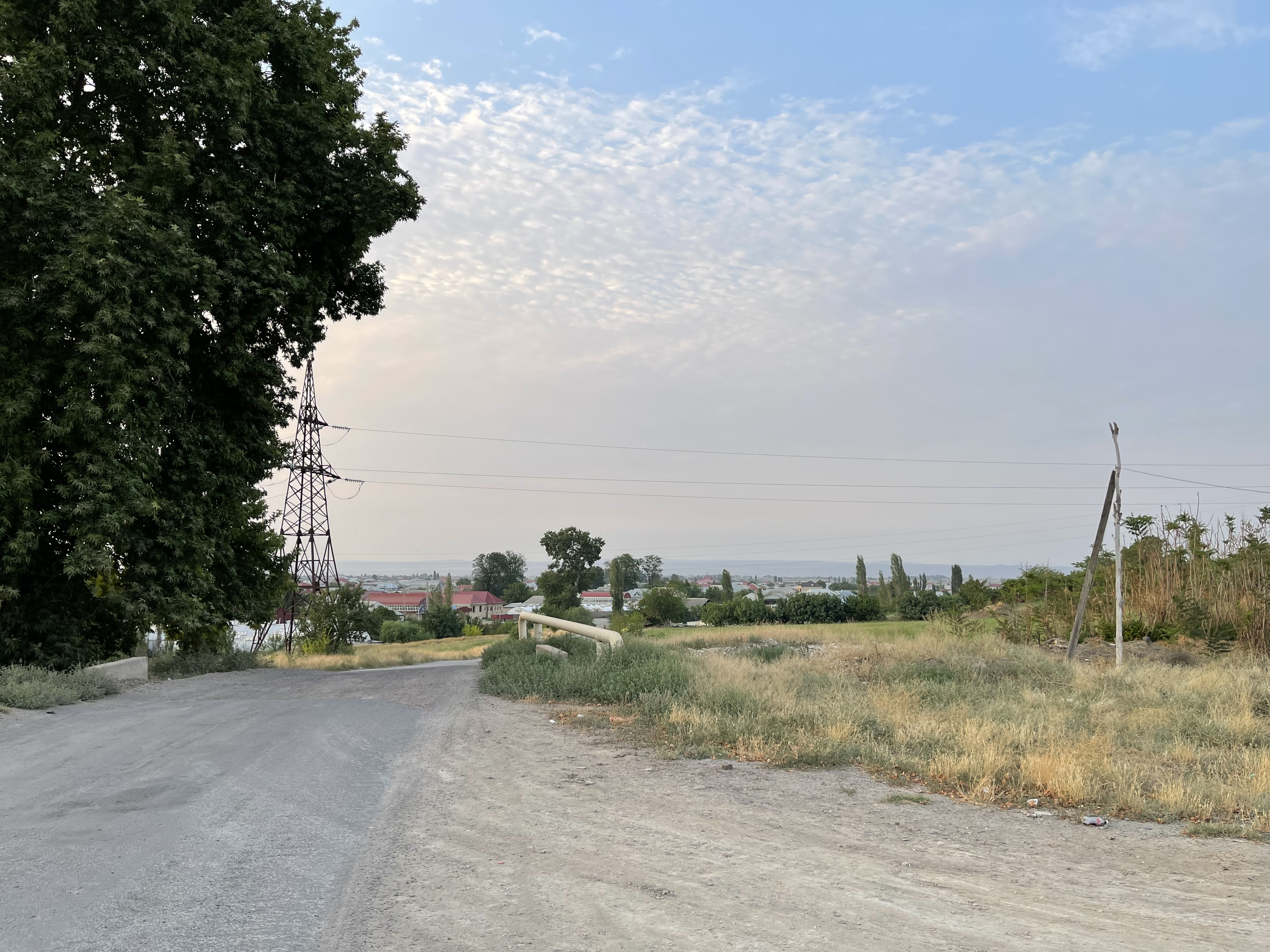
Вход в Дуярли со стороны села Заям-Джирдахан
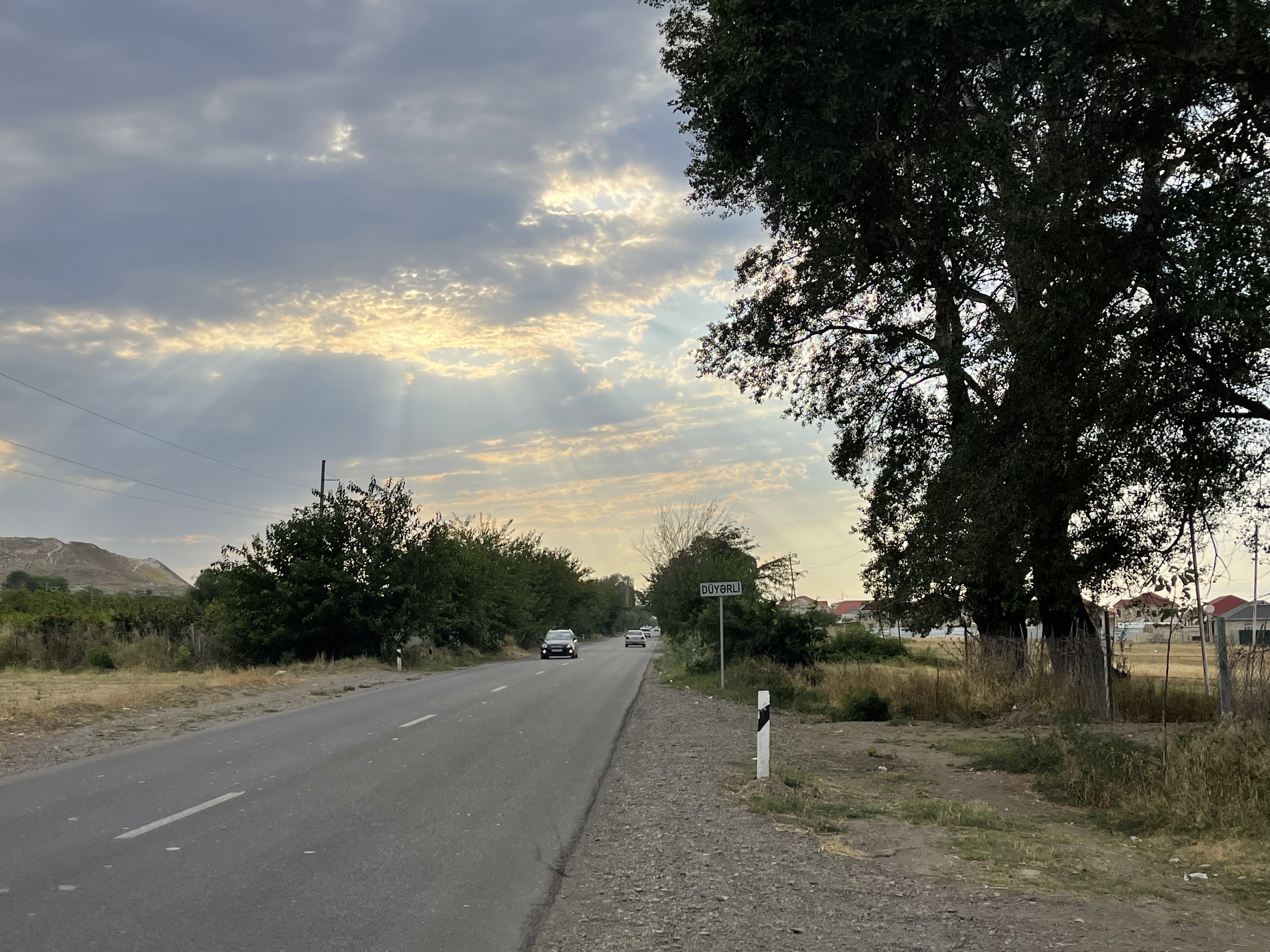
Вход в Дуярли со стороны посёлка Заям
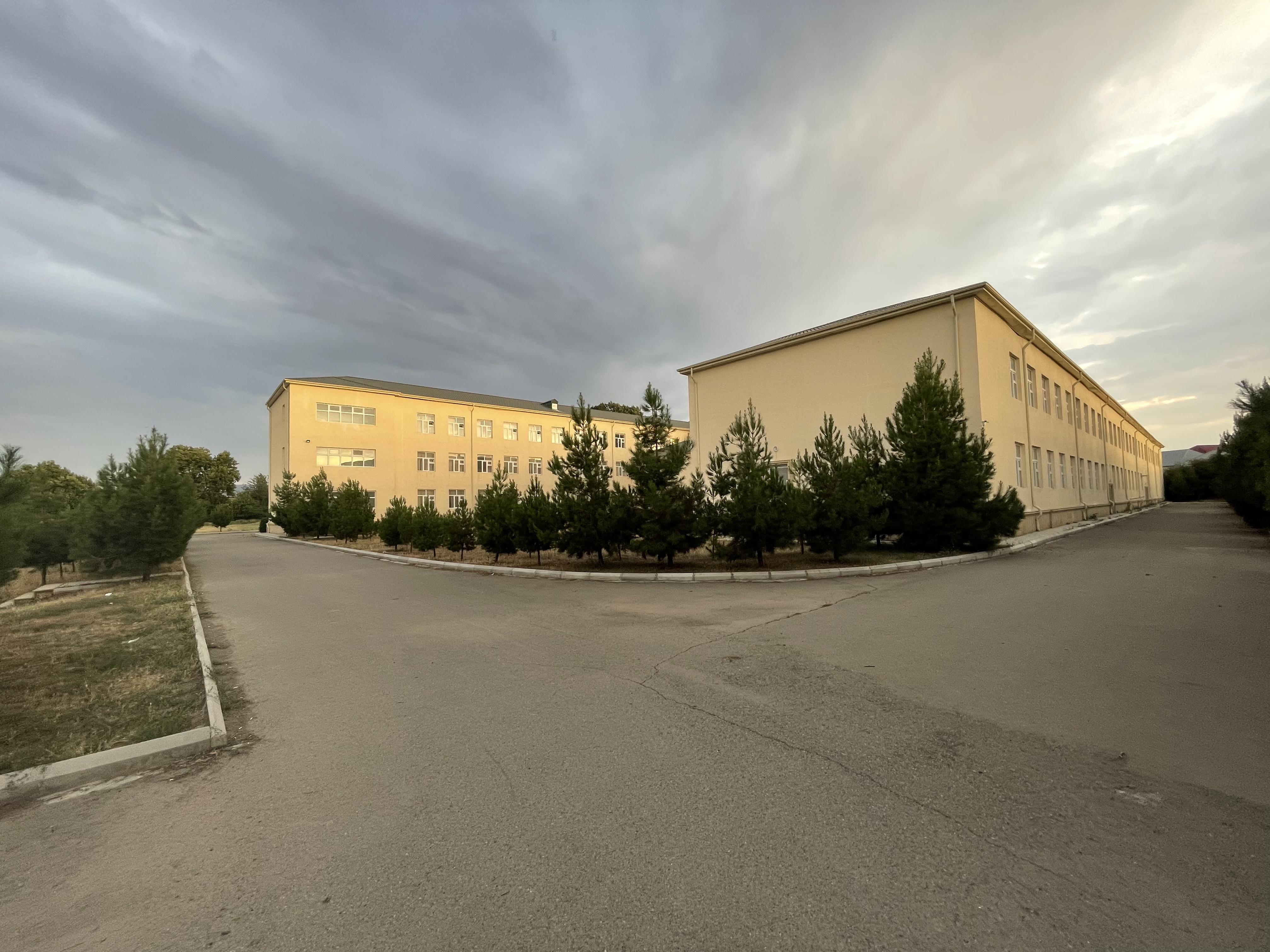
Школа №1 в Дуярли, вид сзади
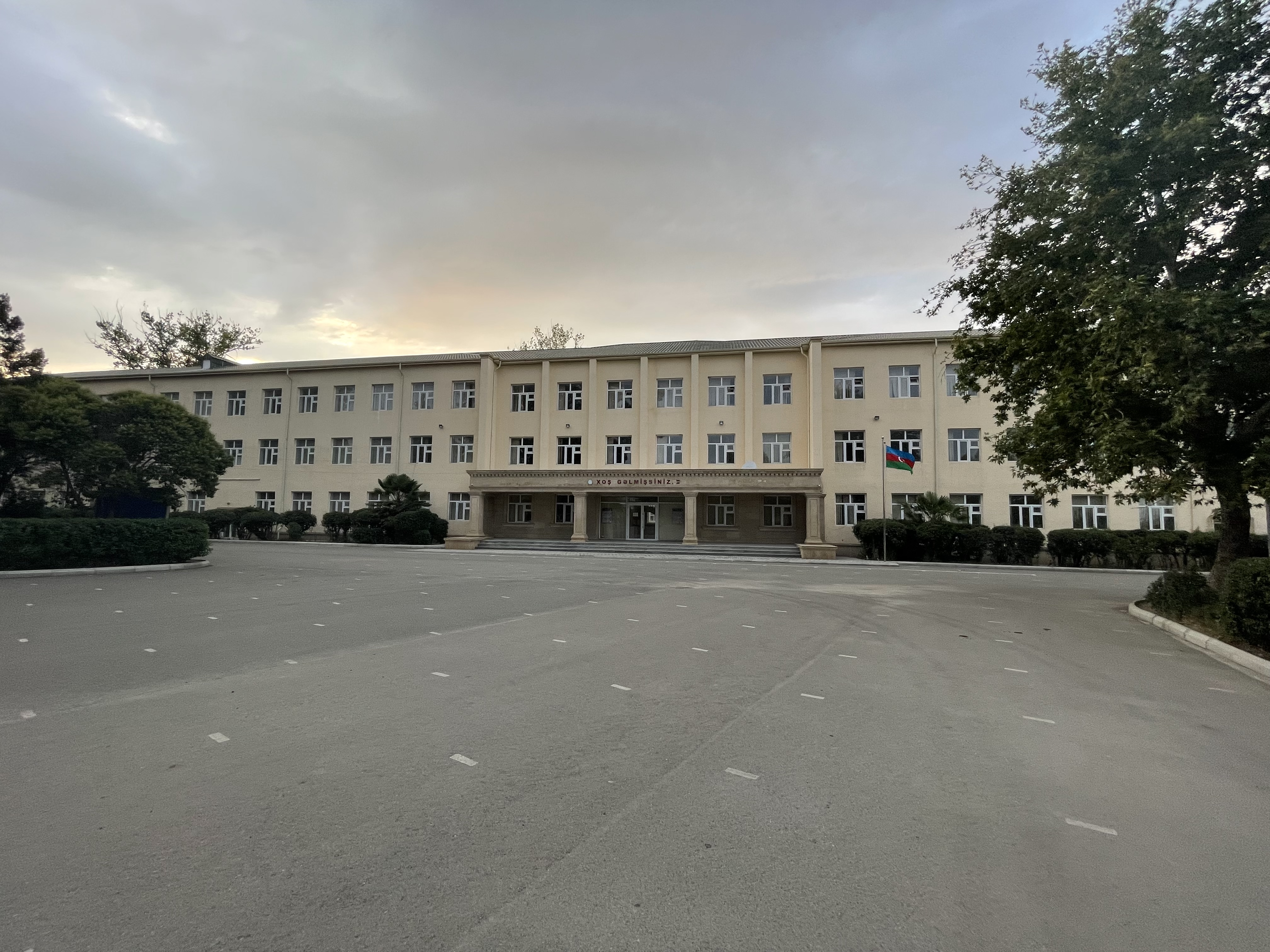
Школа №1 в Дуярли, вид спереди
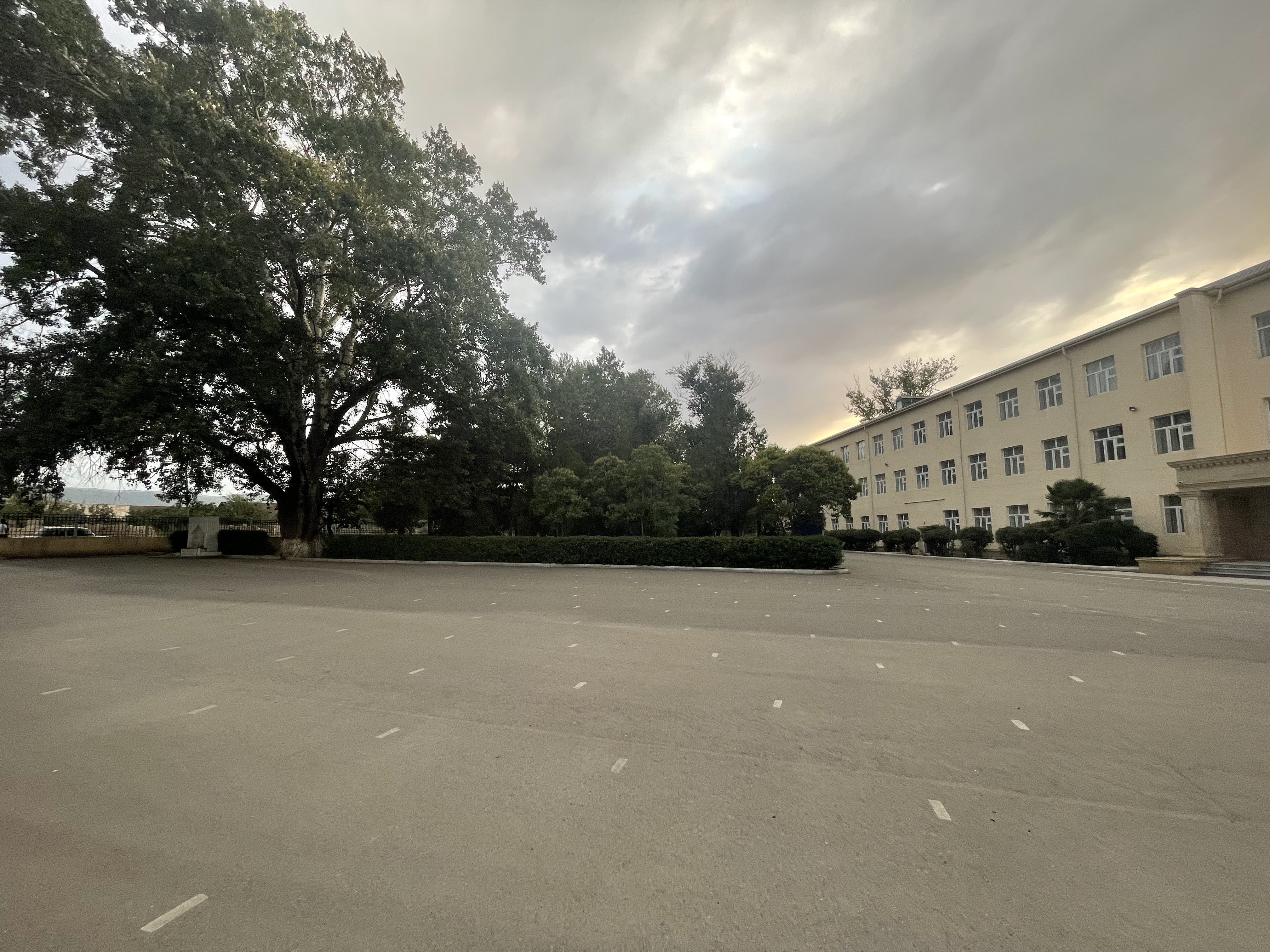
Школа №1 в Дуярли, вид сбоку
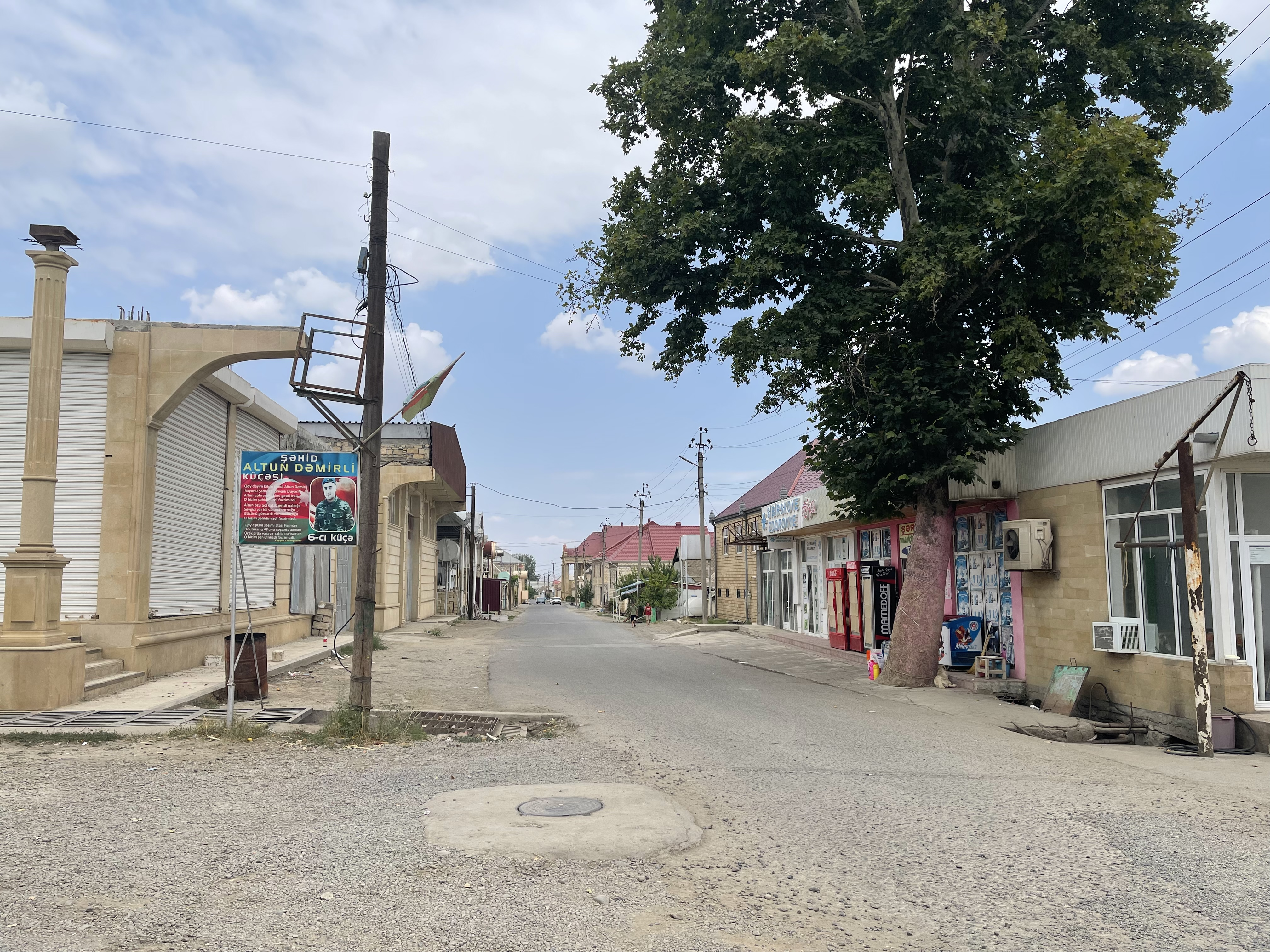
Центральная улица имени Алтуна Дамирли
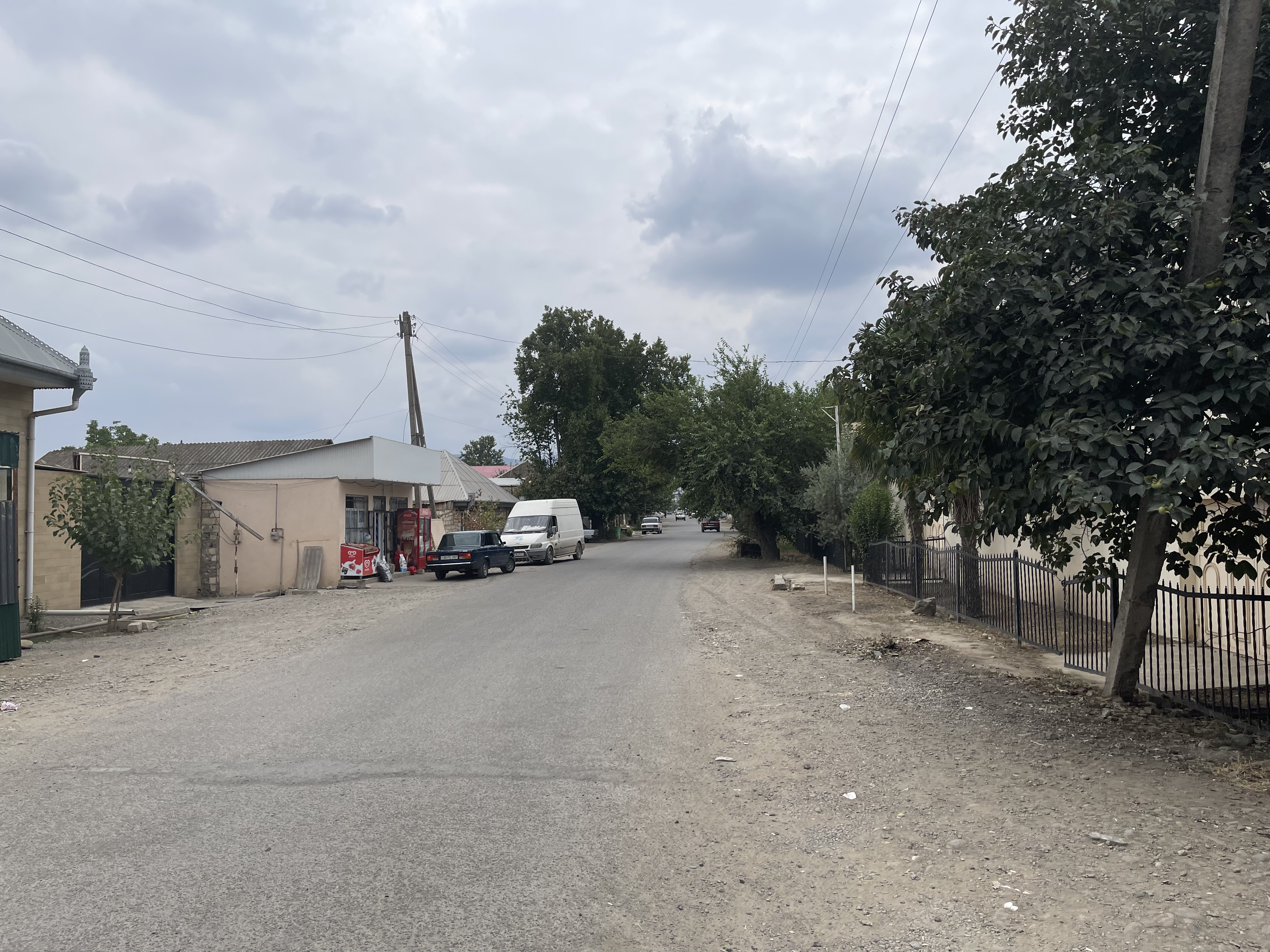
Центральная улица имени Алтуна Дамирли
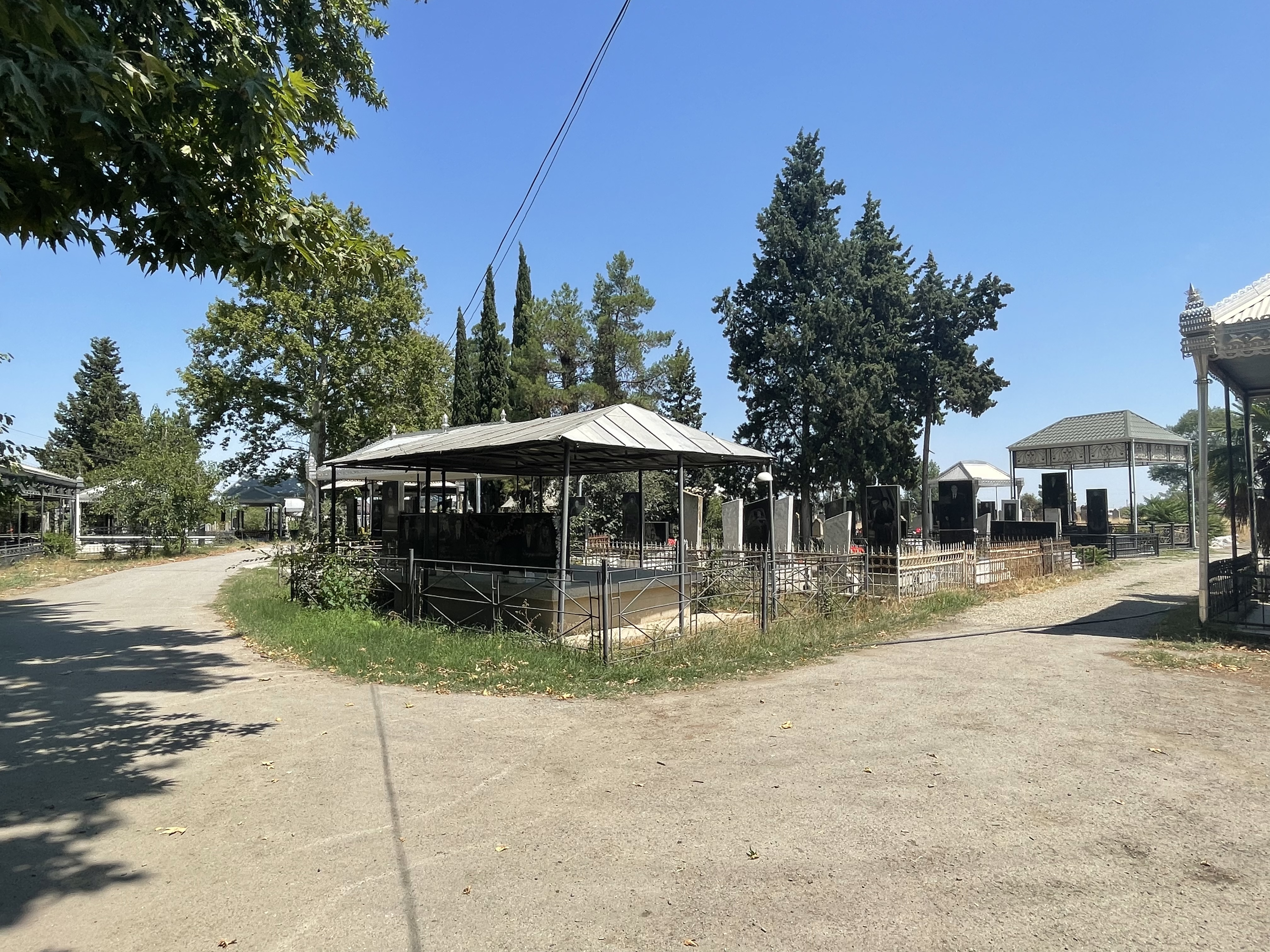
Кладбище села
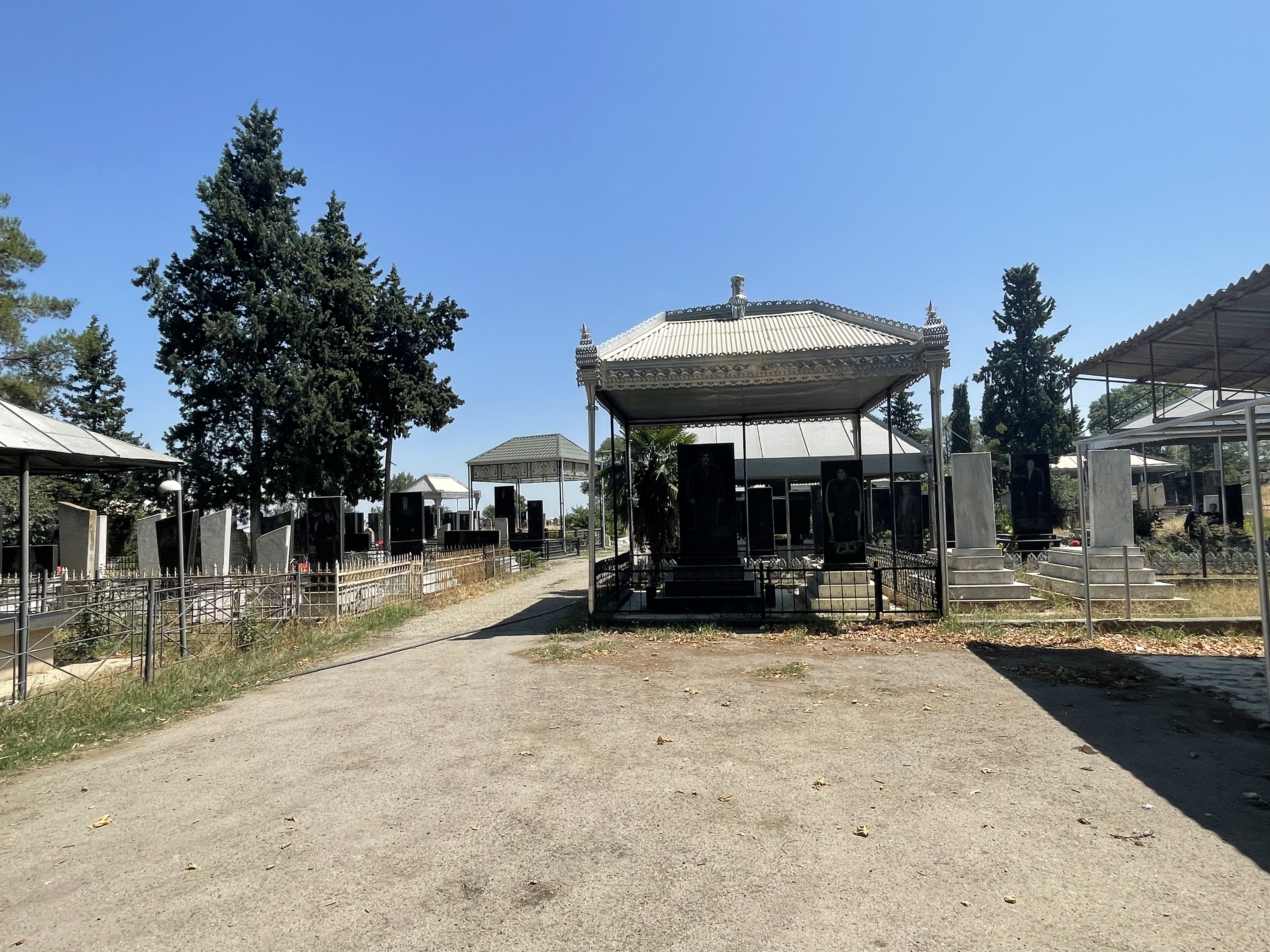
Кладбище села
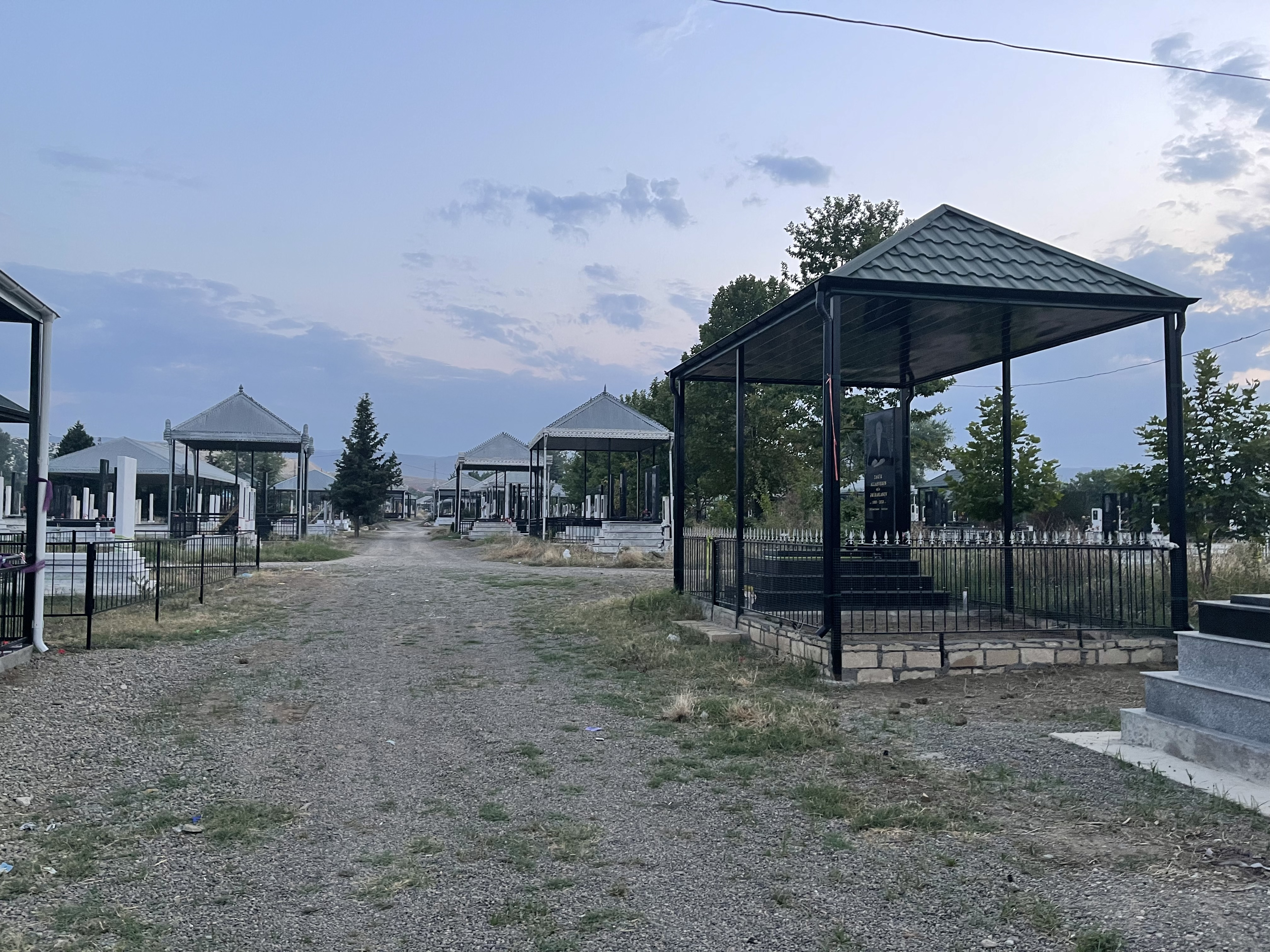
Кладбище села в вечернее время
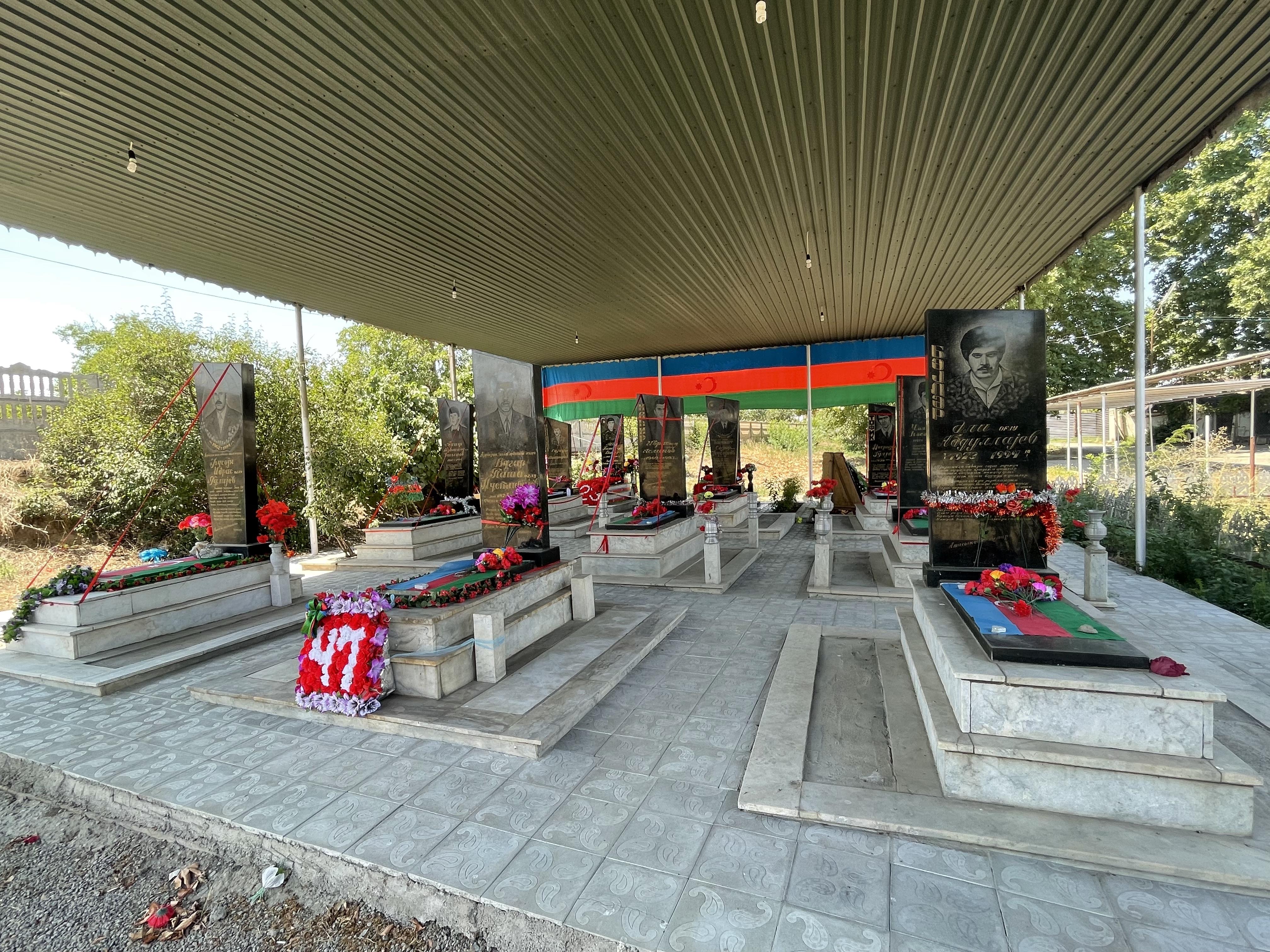
Могилы уроженцев села, погибших в Первой карабахской войне
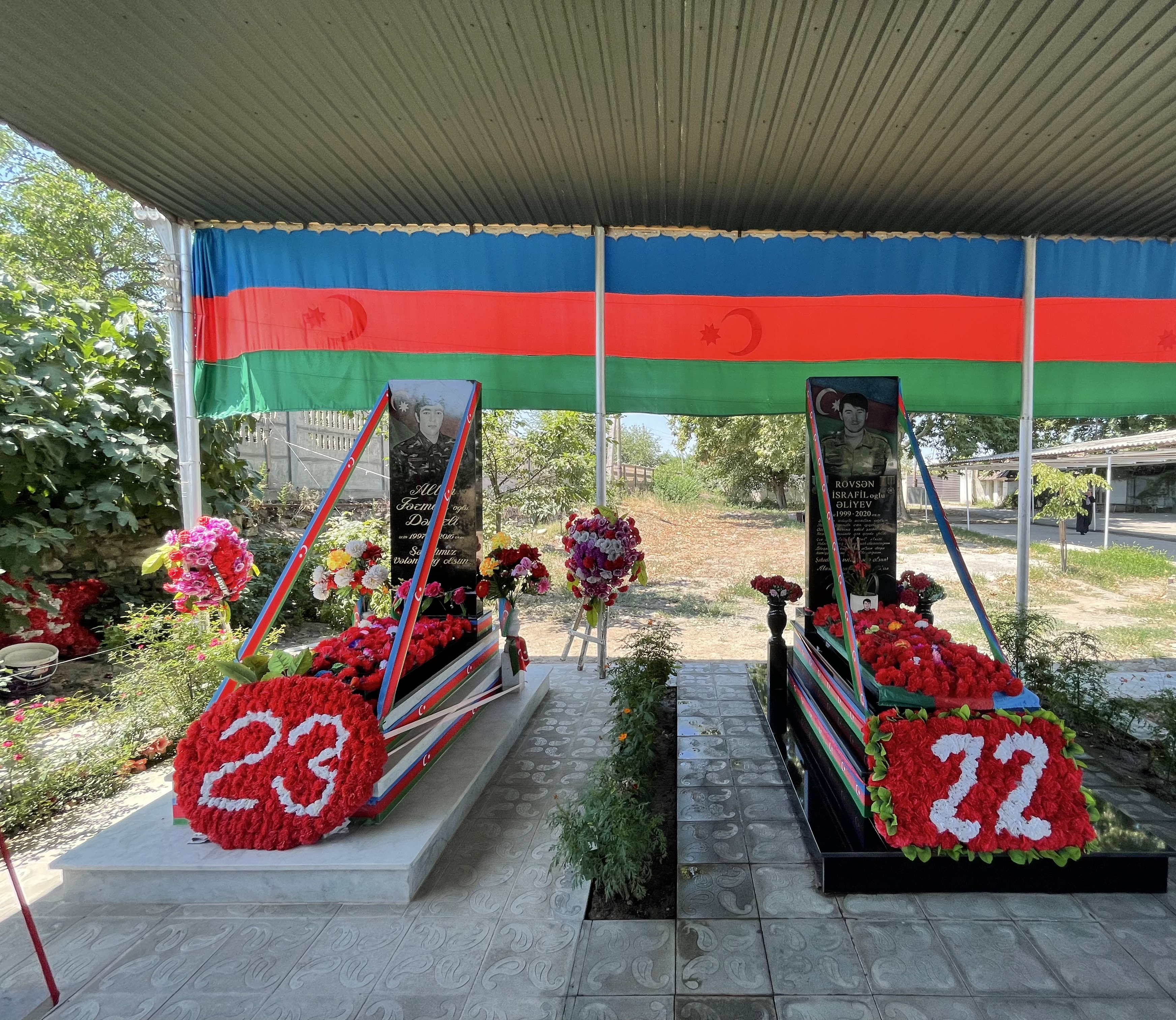
Уроженцы села, погибшие в Апрельских боях 2016 года и Второй карабахской войне
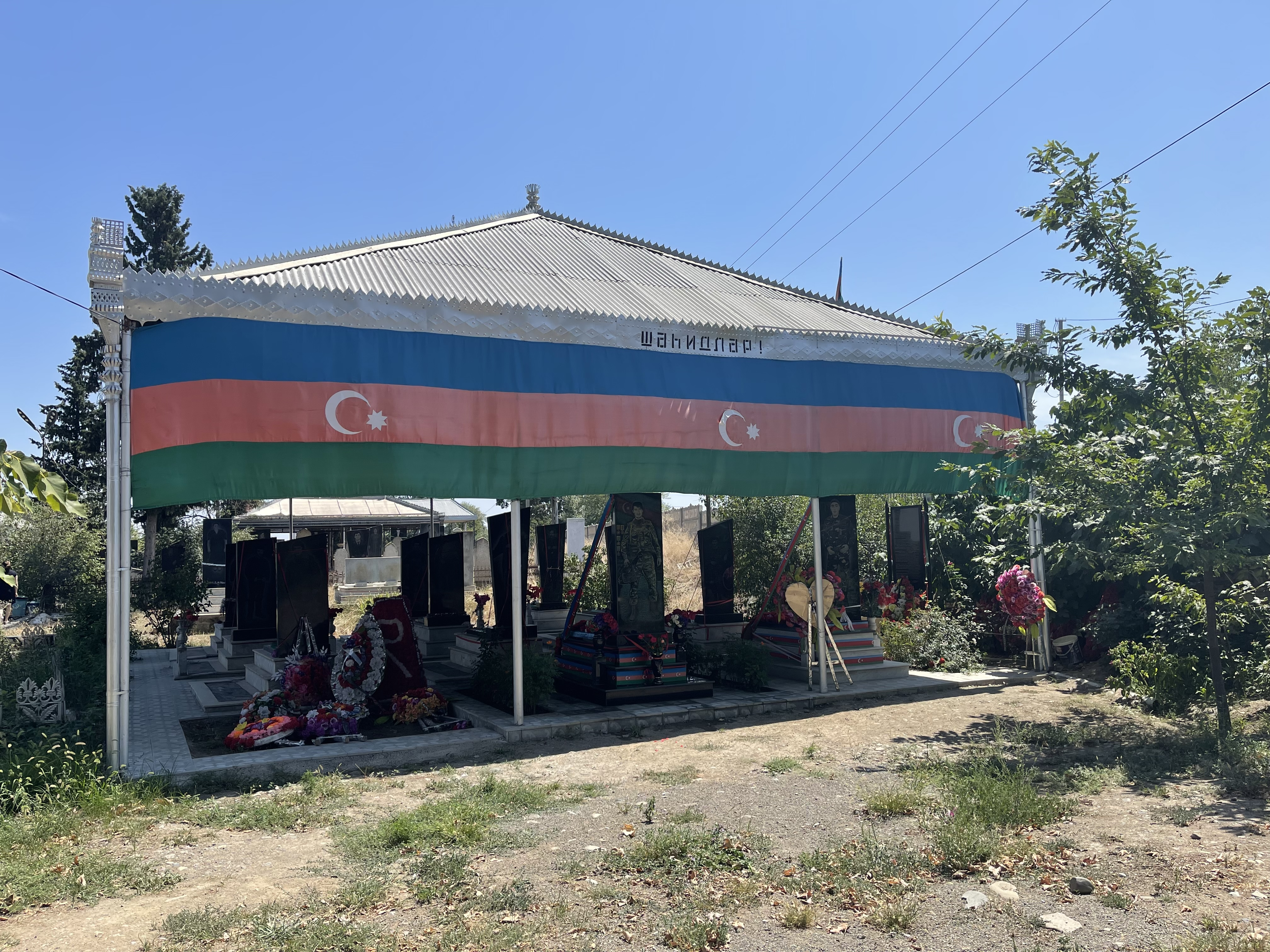
Солдатские могилы в Дуярли
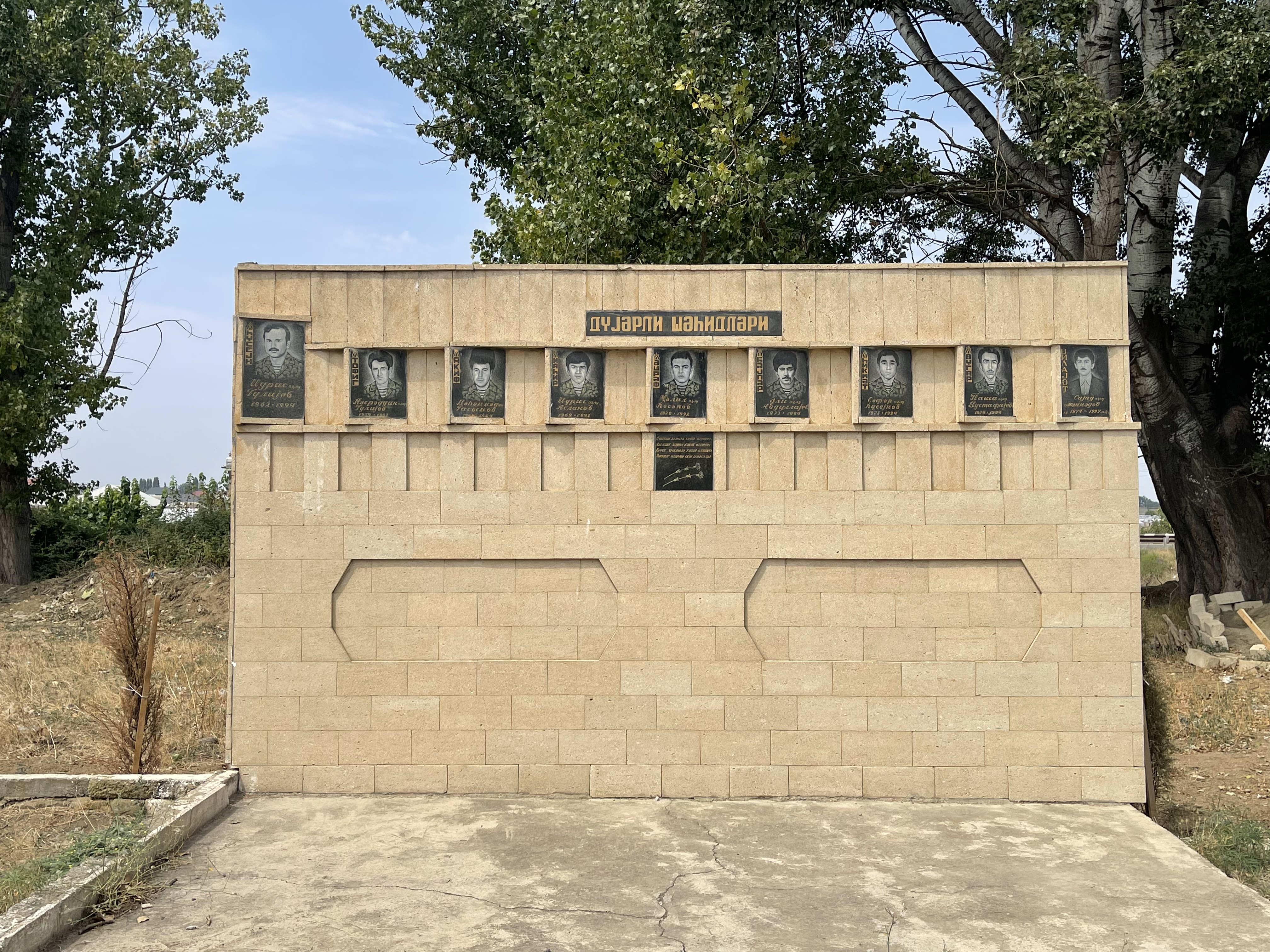
Мемориал, посвящённый уроженцам села, погибшим в Первой карабахской войне
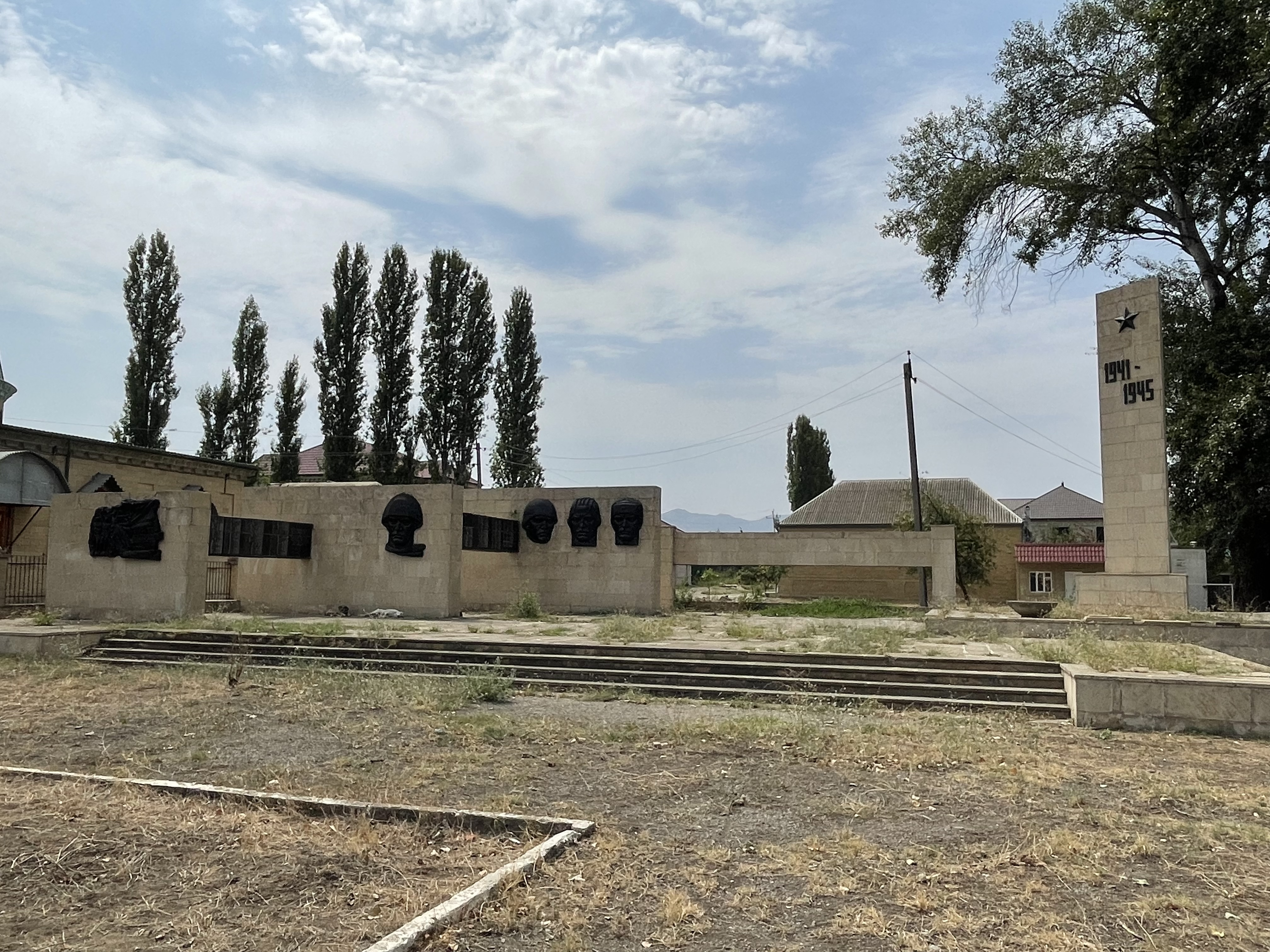
Мемориал, посвящённый жертвам Второй Мировой войны
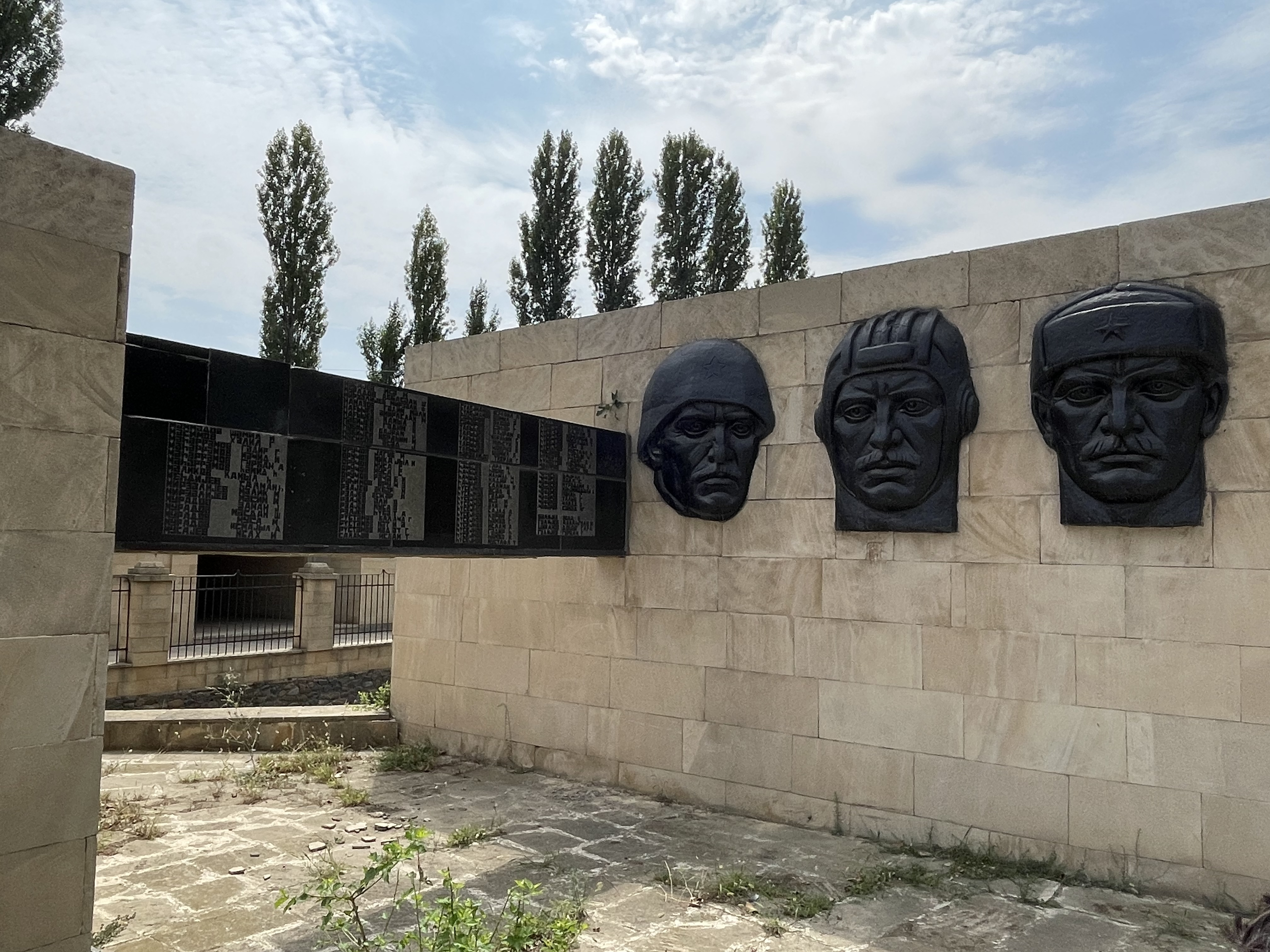
Список, уроженцев села, погибших во Второй Мировой войне
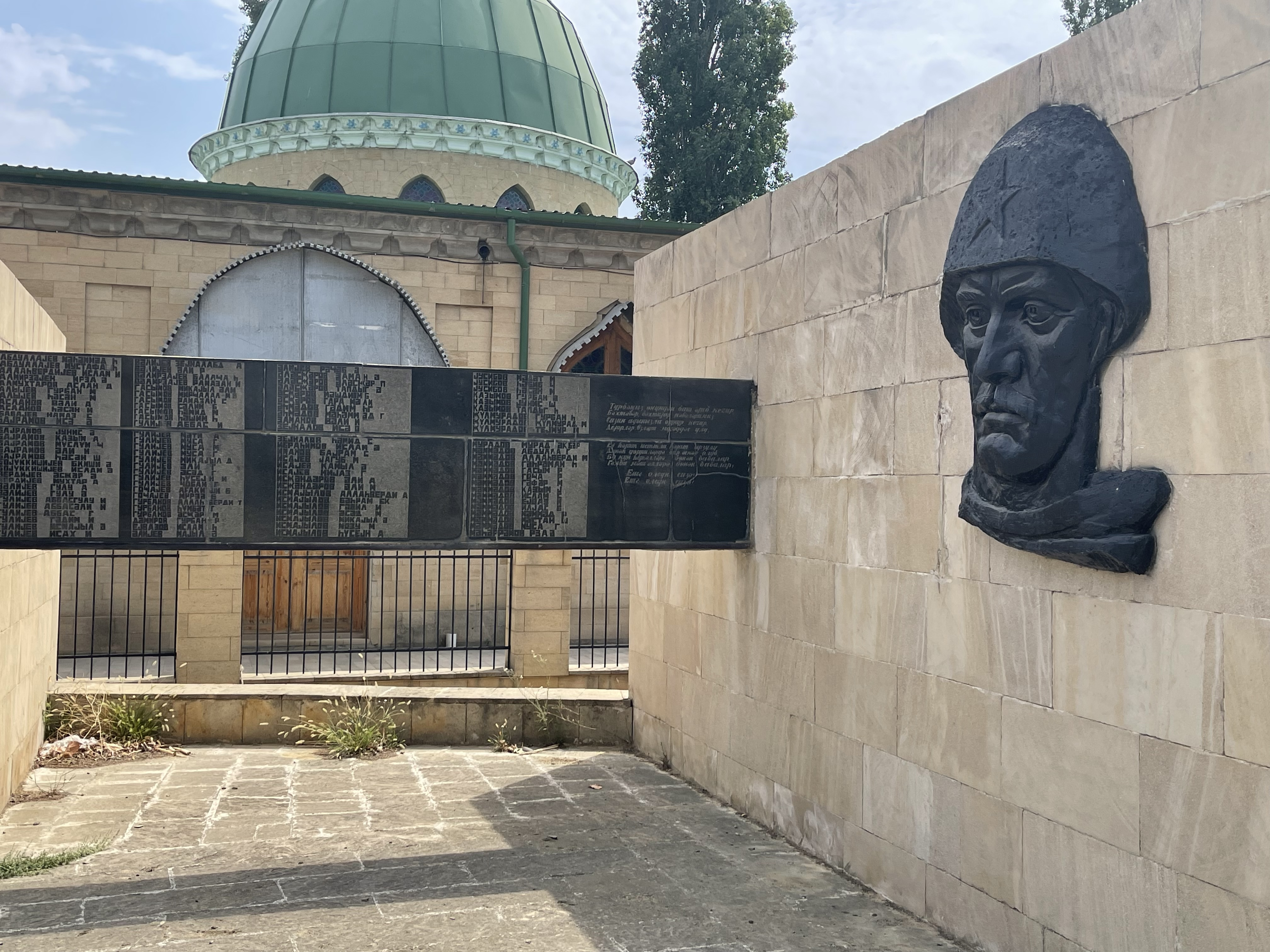
Список, уроженцев села, погибших во Второй Мировой войне
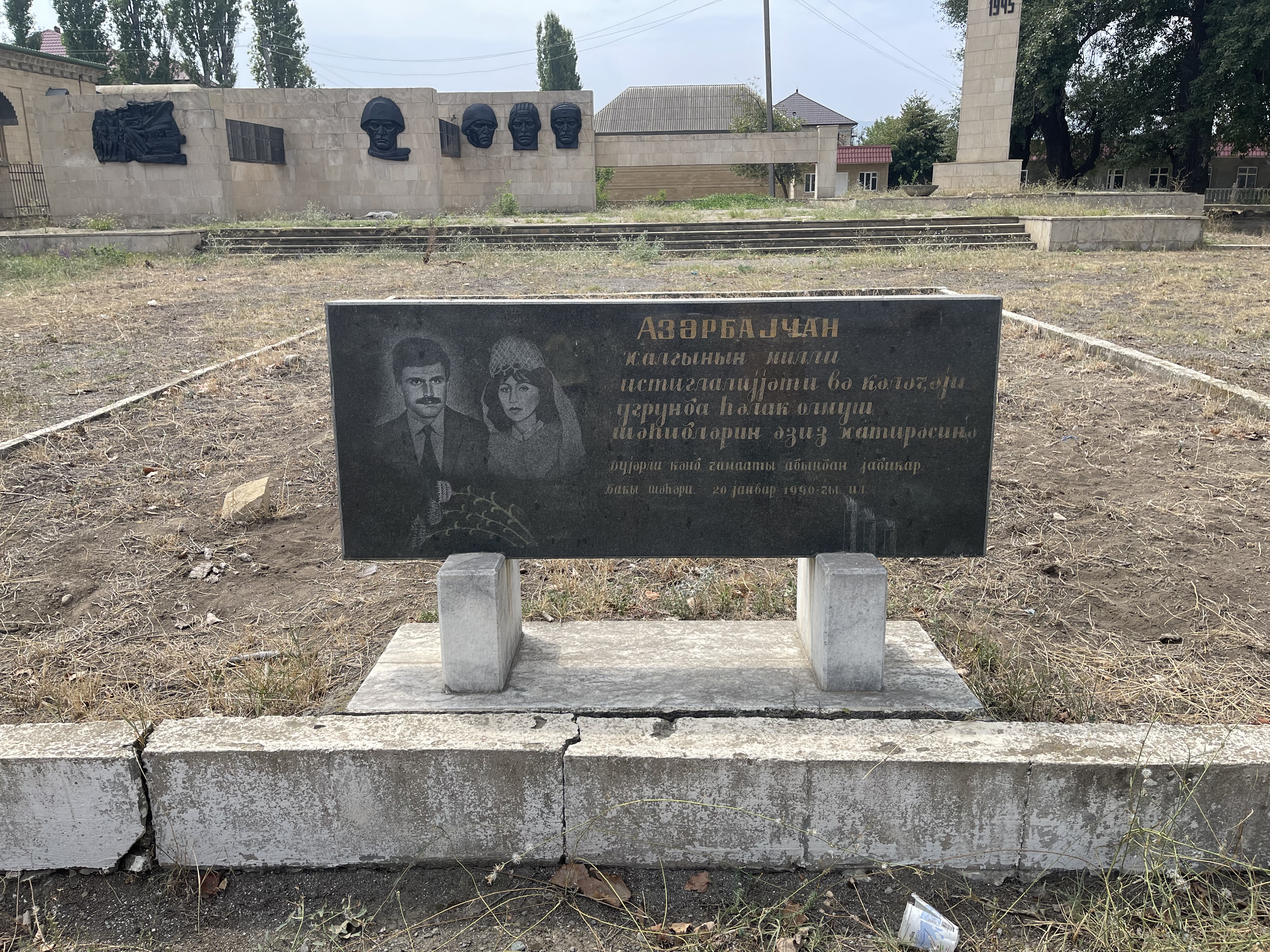
Памятная таблица, посвящённая жертвам Чёрного января
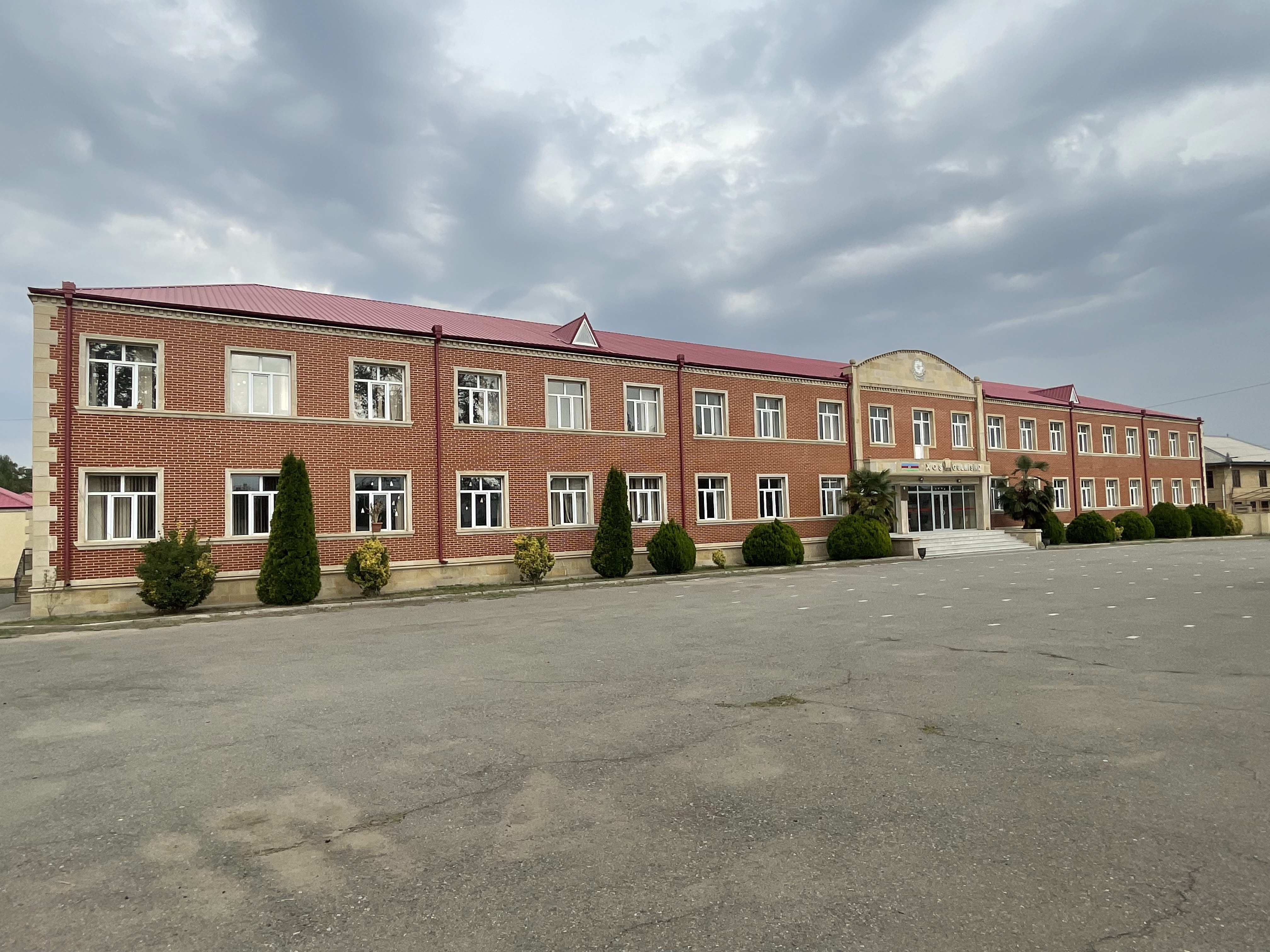
Школа №2 в Дуярли
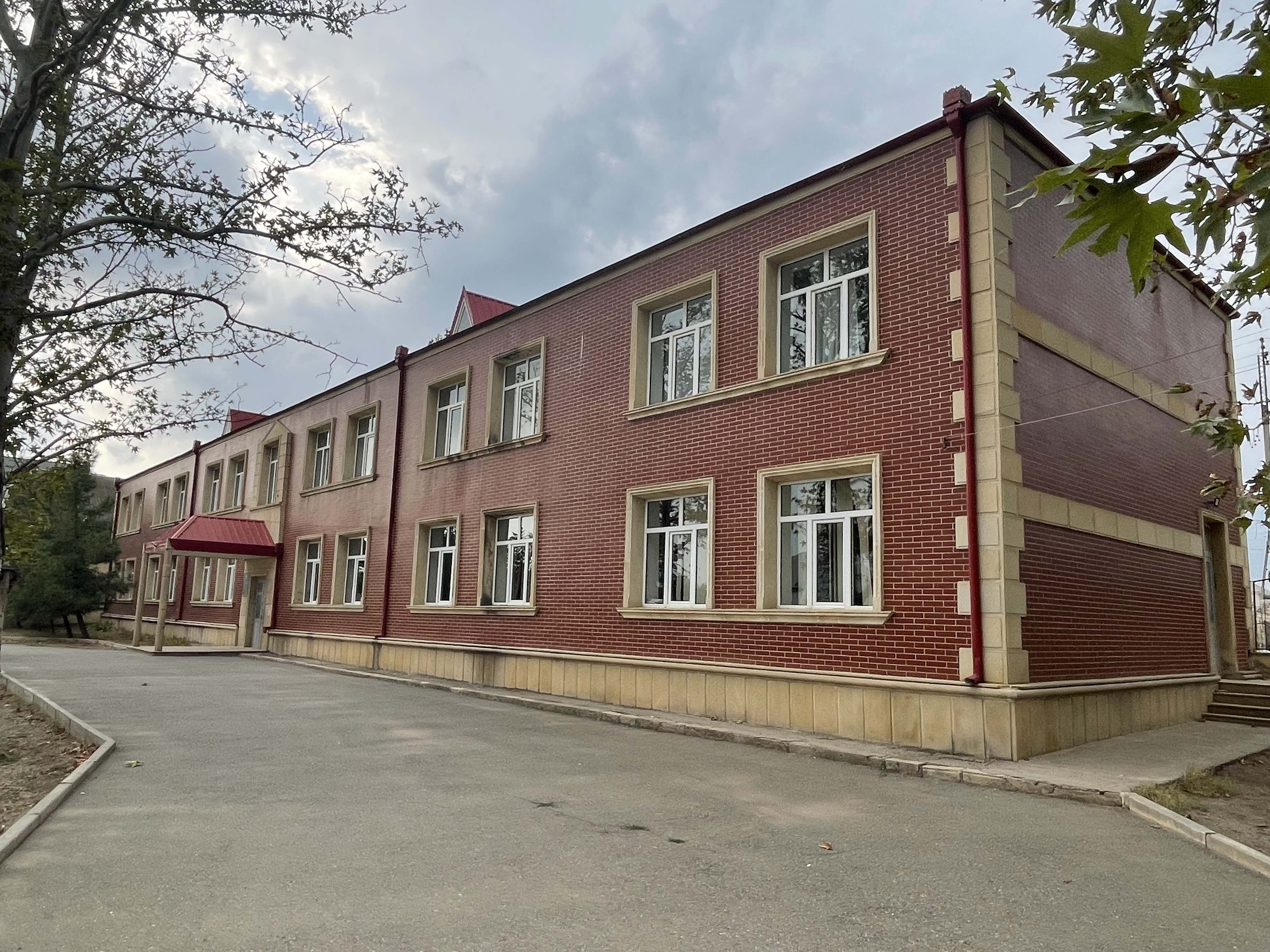
Школа №2 в Дуярли, корпус начальной школы
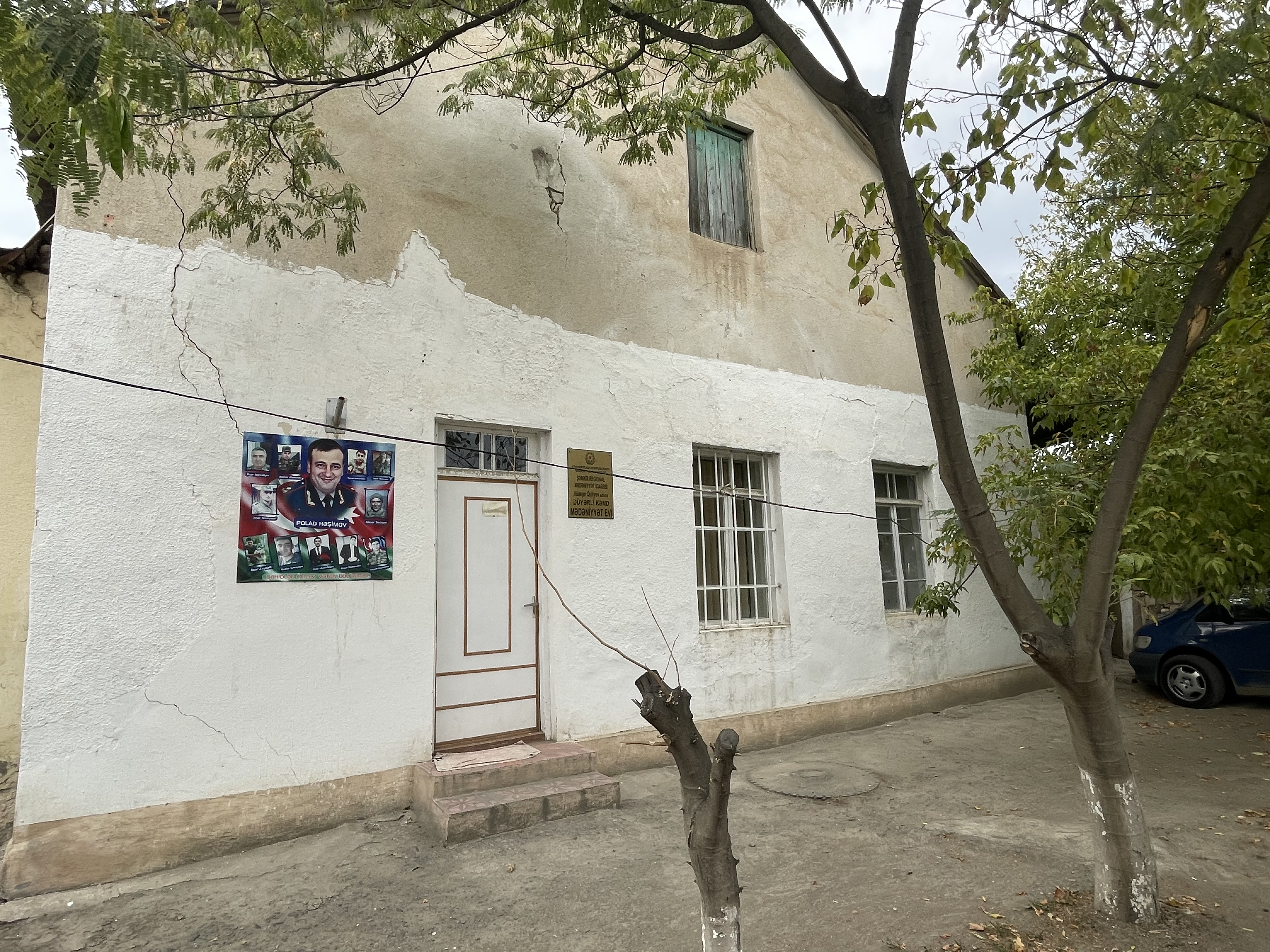
Дом культуры села
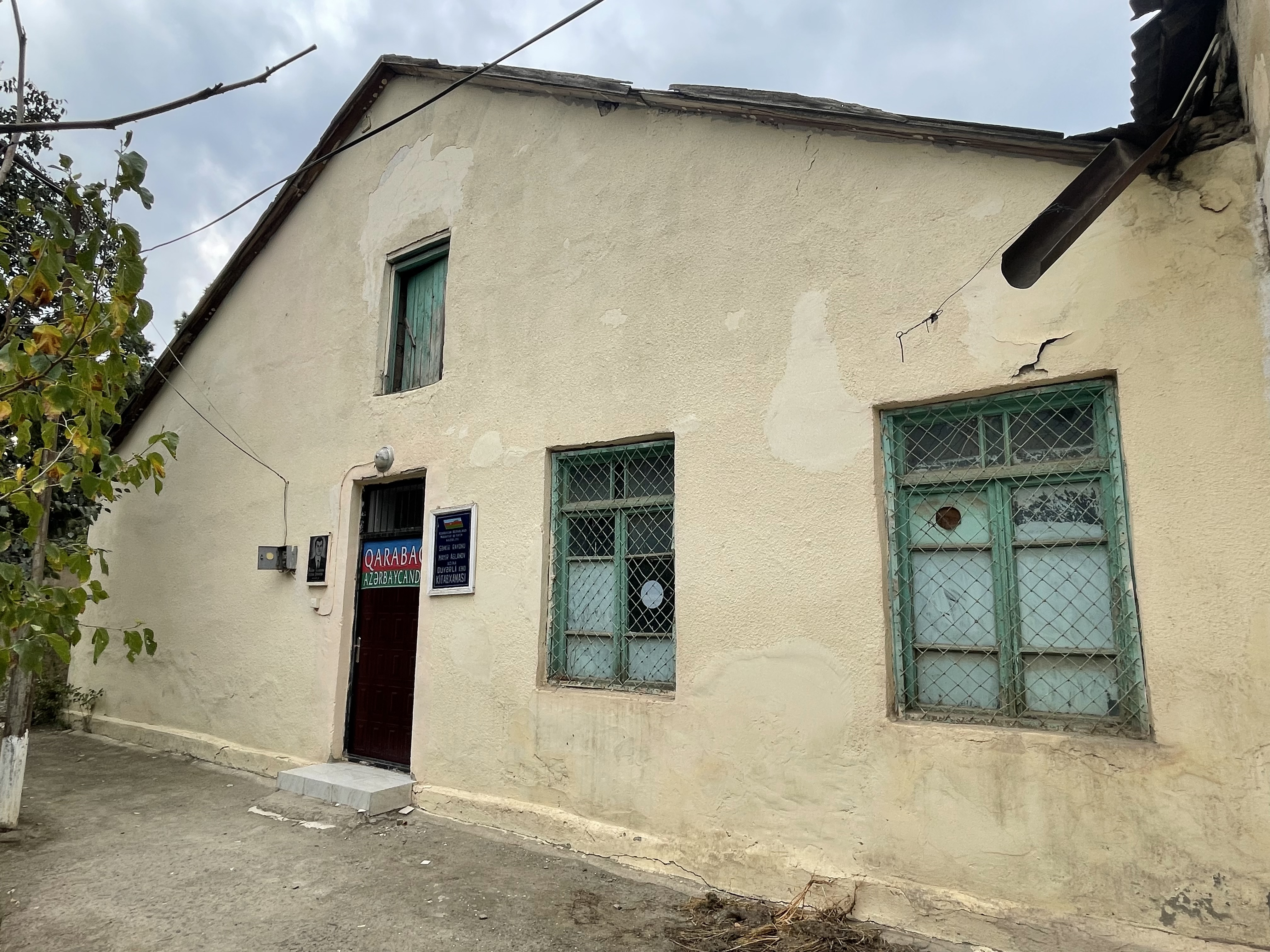
Библиотека села
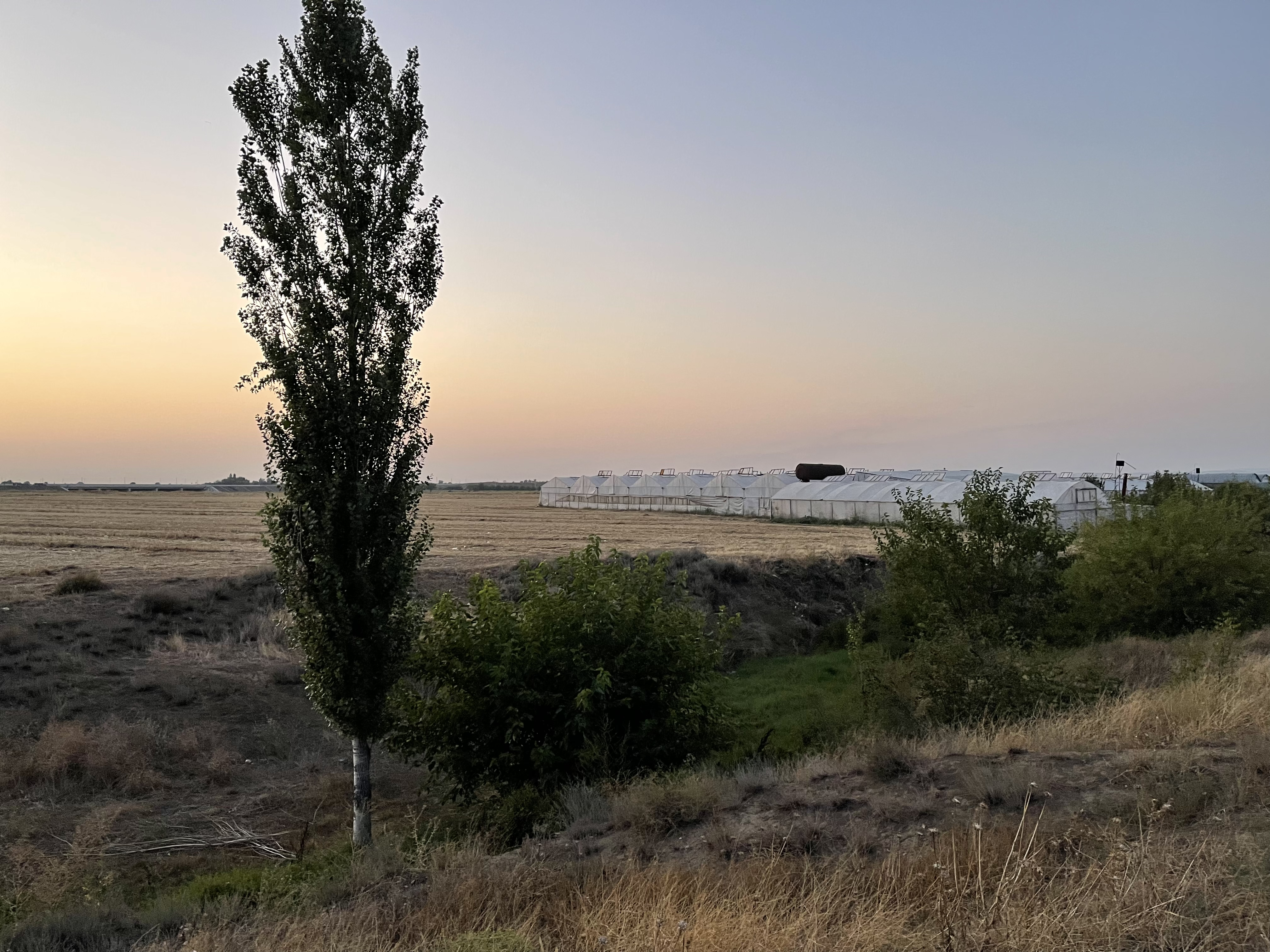
Теплицы на окраине села
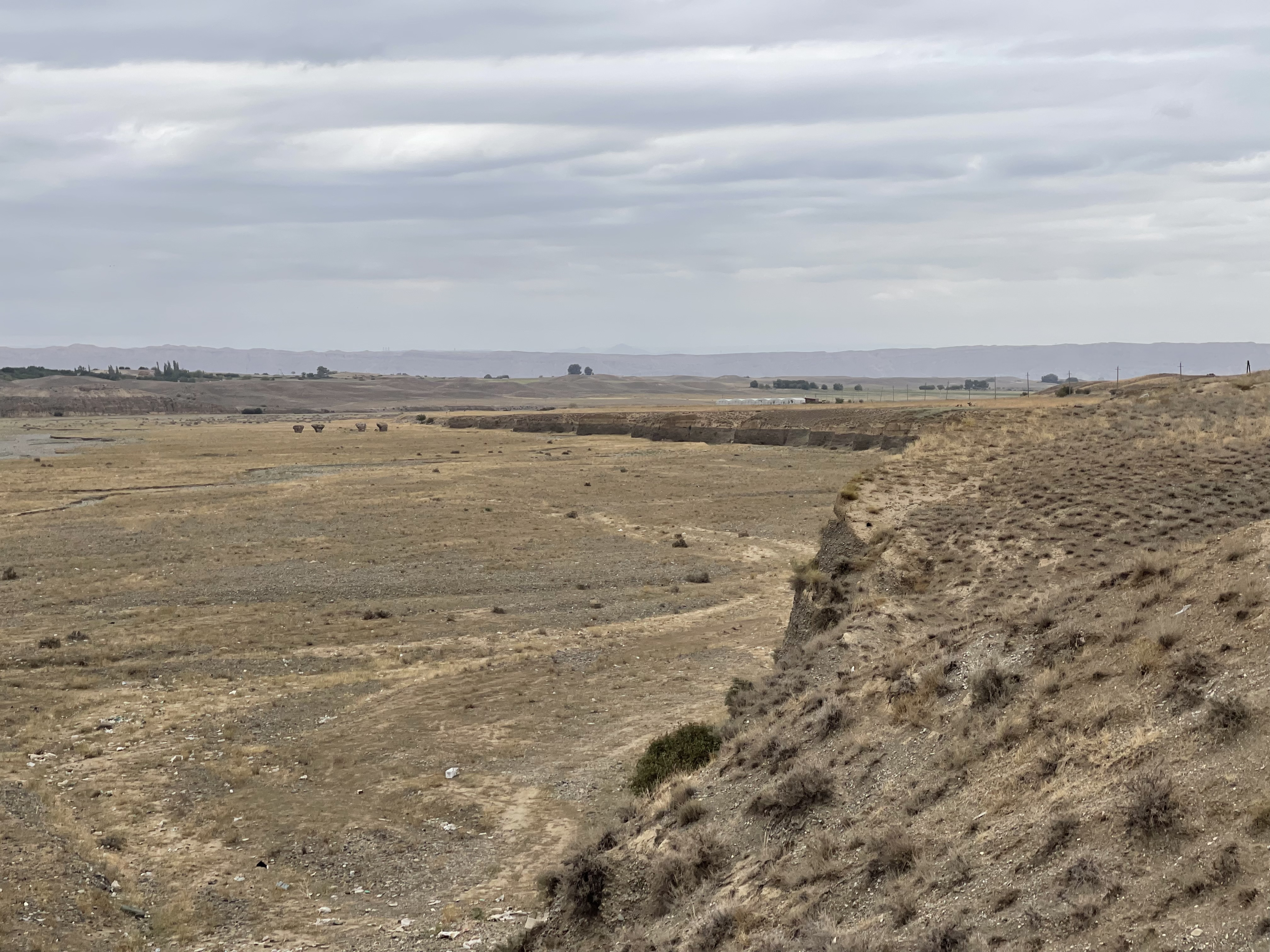
Верблюжий мост на окраине села